# Philodendron-fajok listája

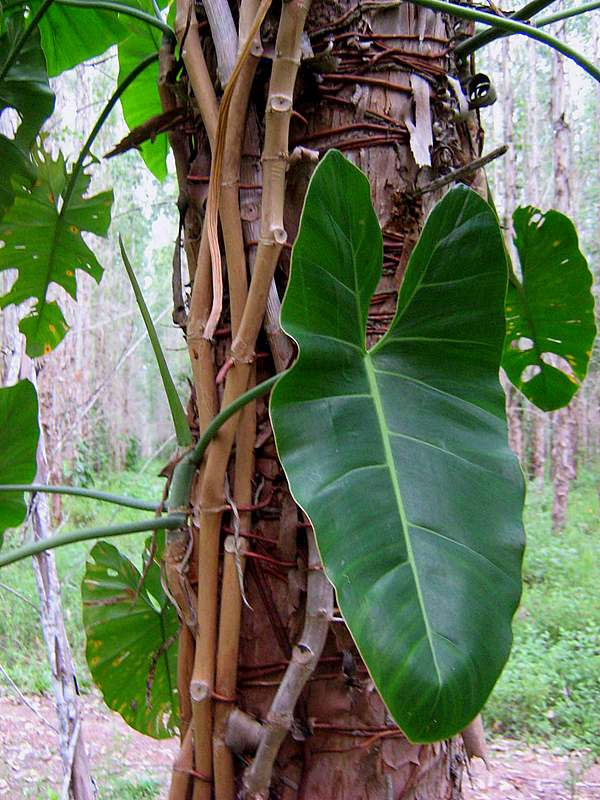
Philodendron acutatum

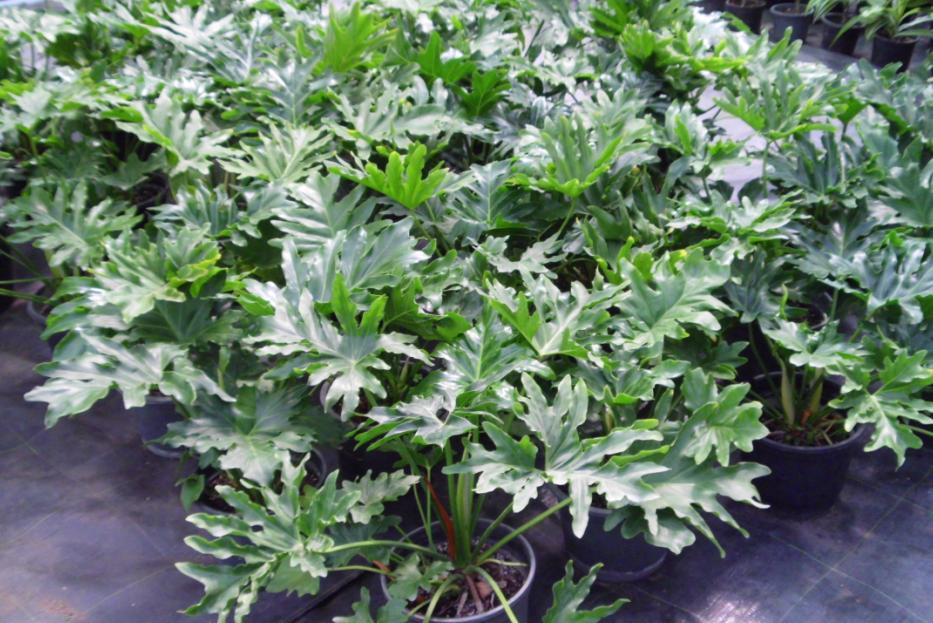
Philodendron bipinnatifidum

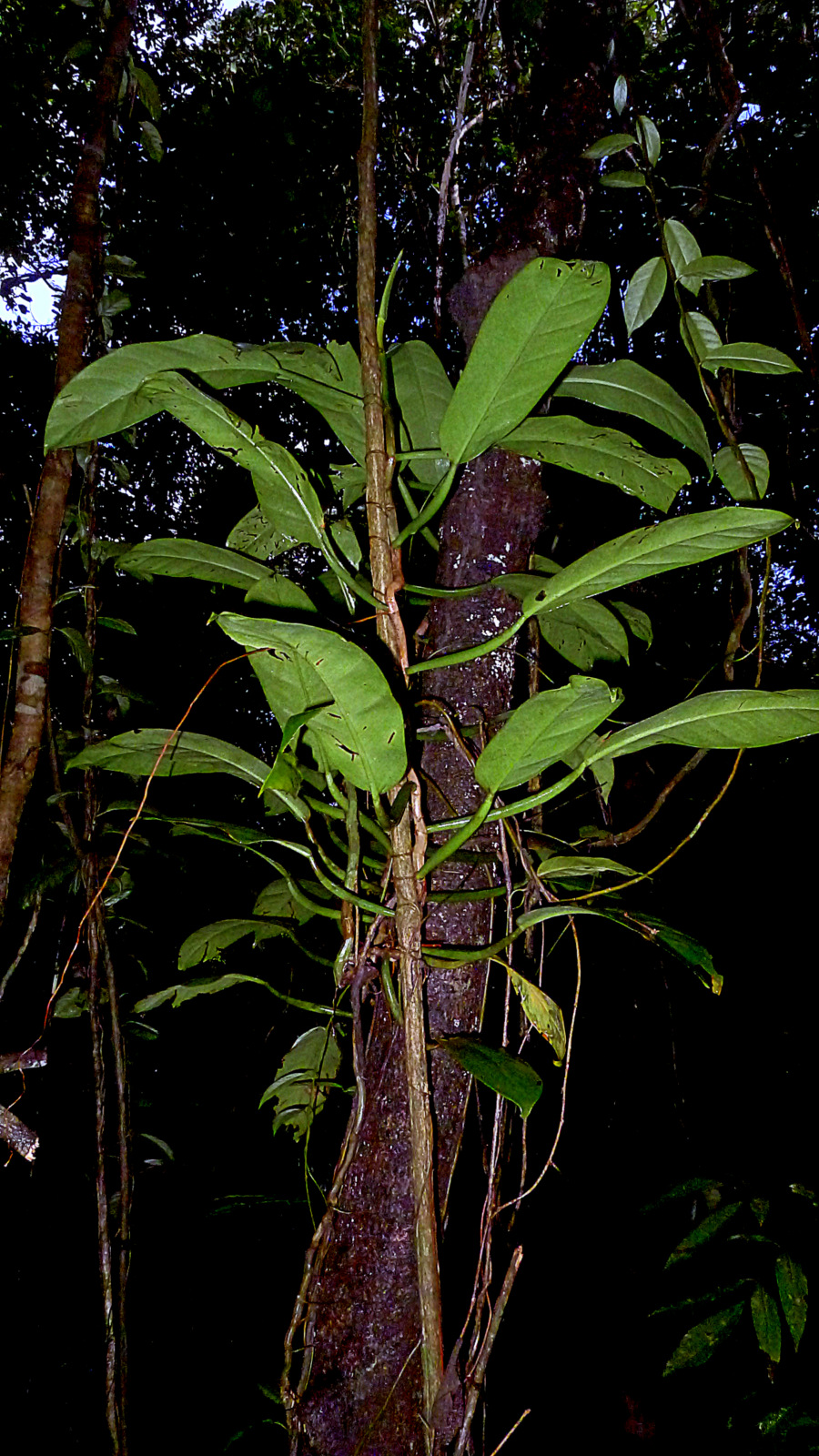
Philodendron blanchetianum

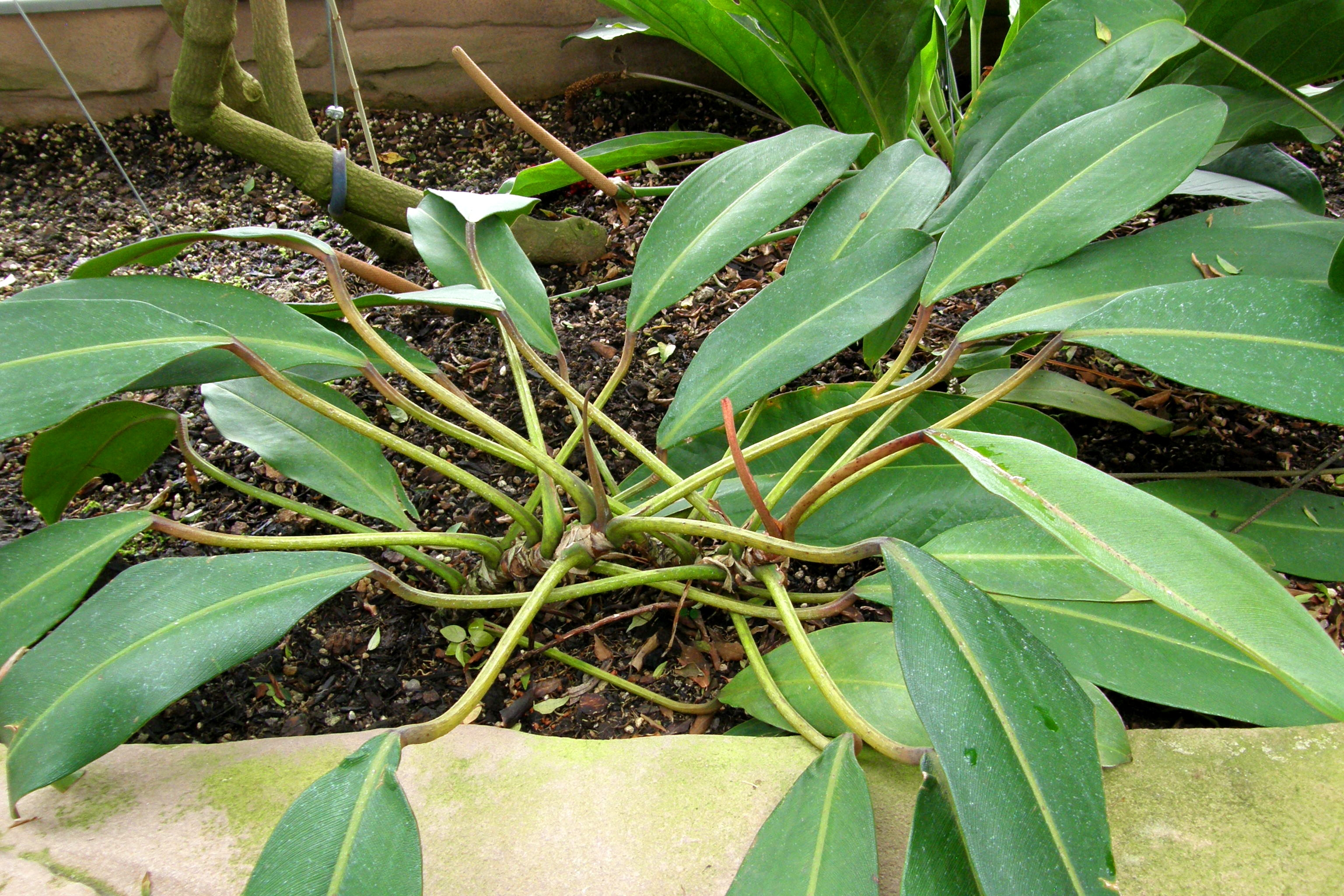
Philodendron callosum

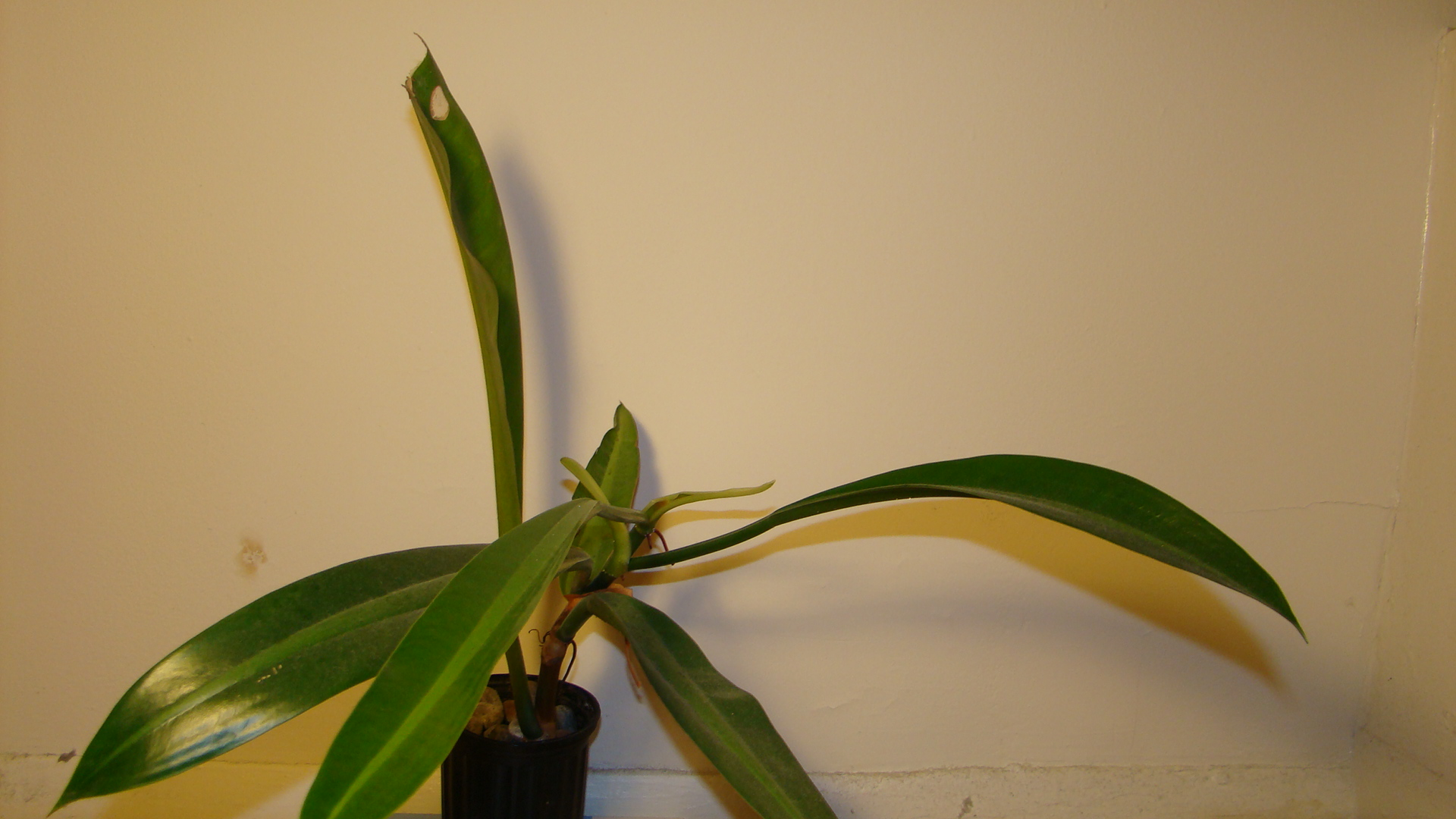
Philodendron crassinervium

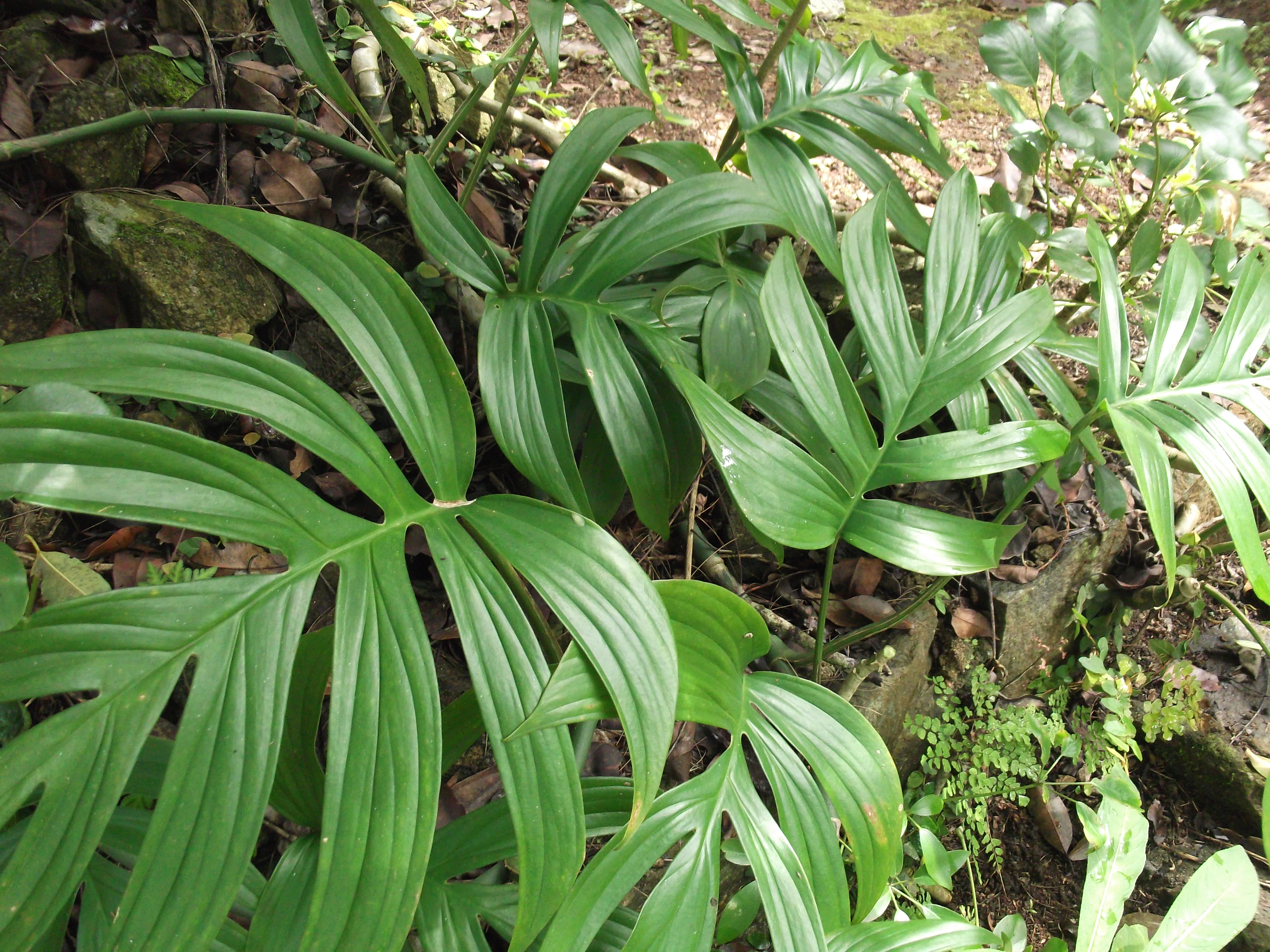
Philodendron elegans

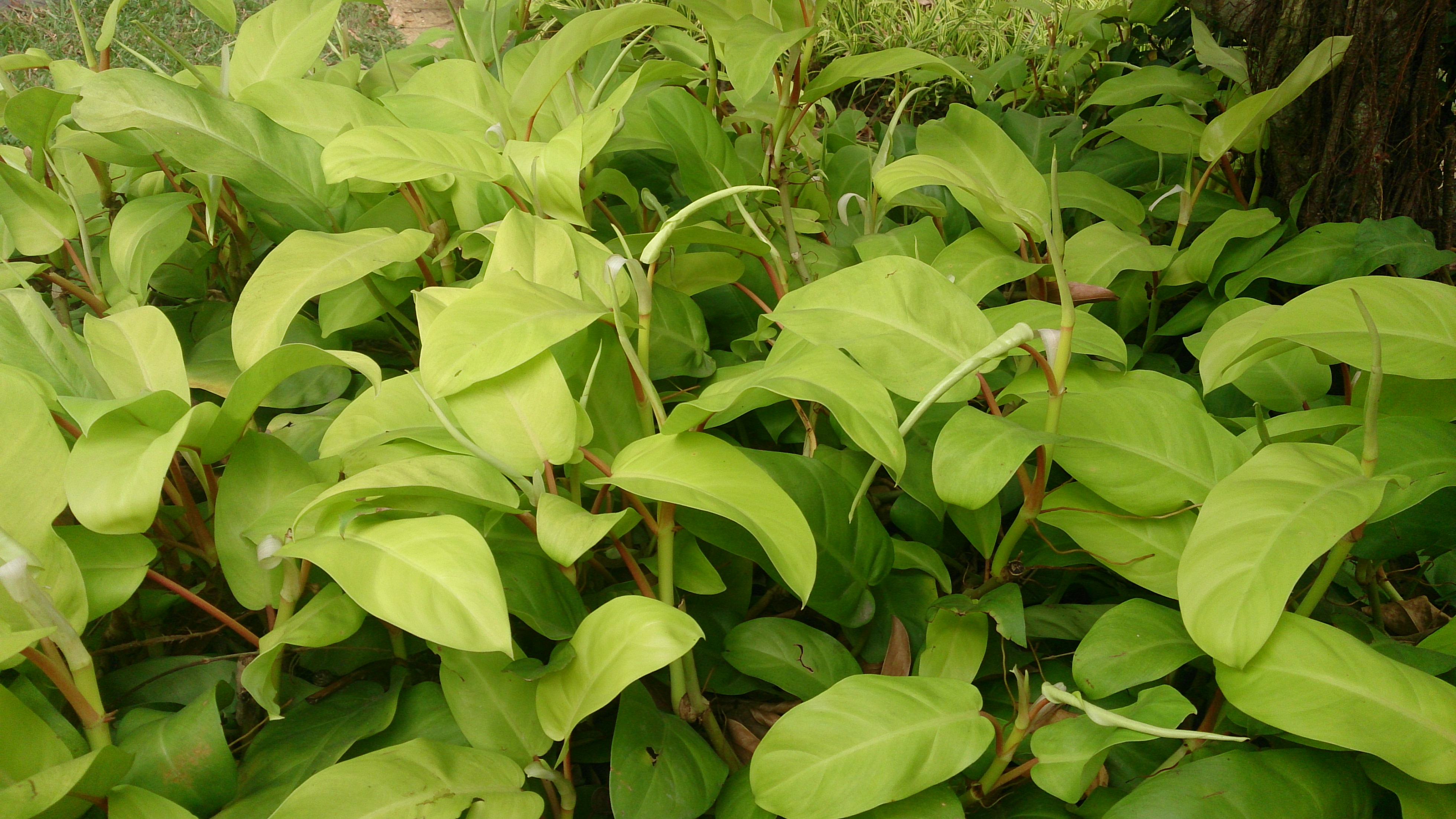
Philodendron erubescens

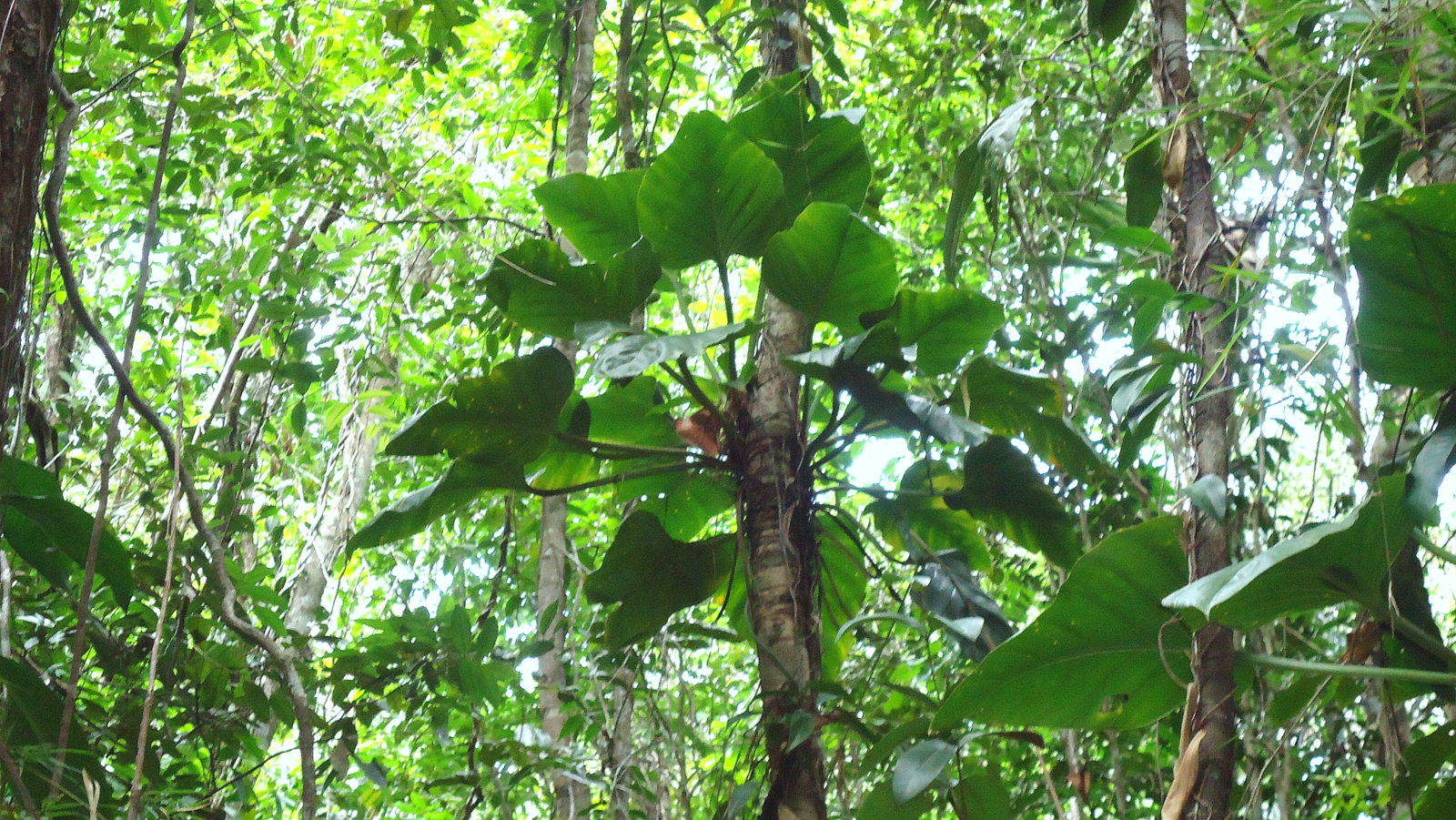
Philodendron fragrantissimum

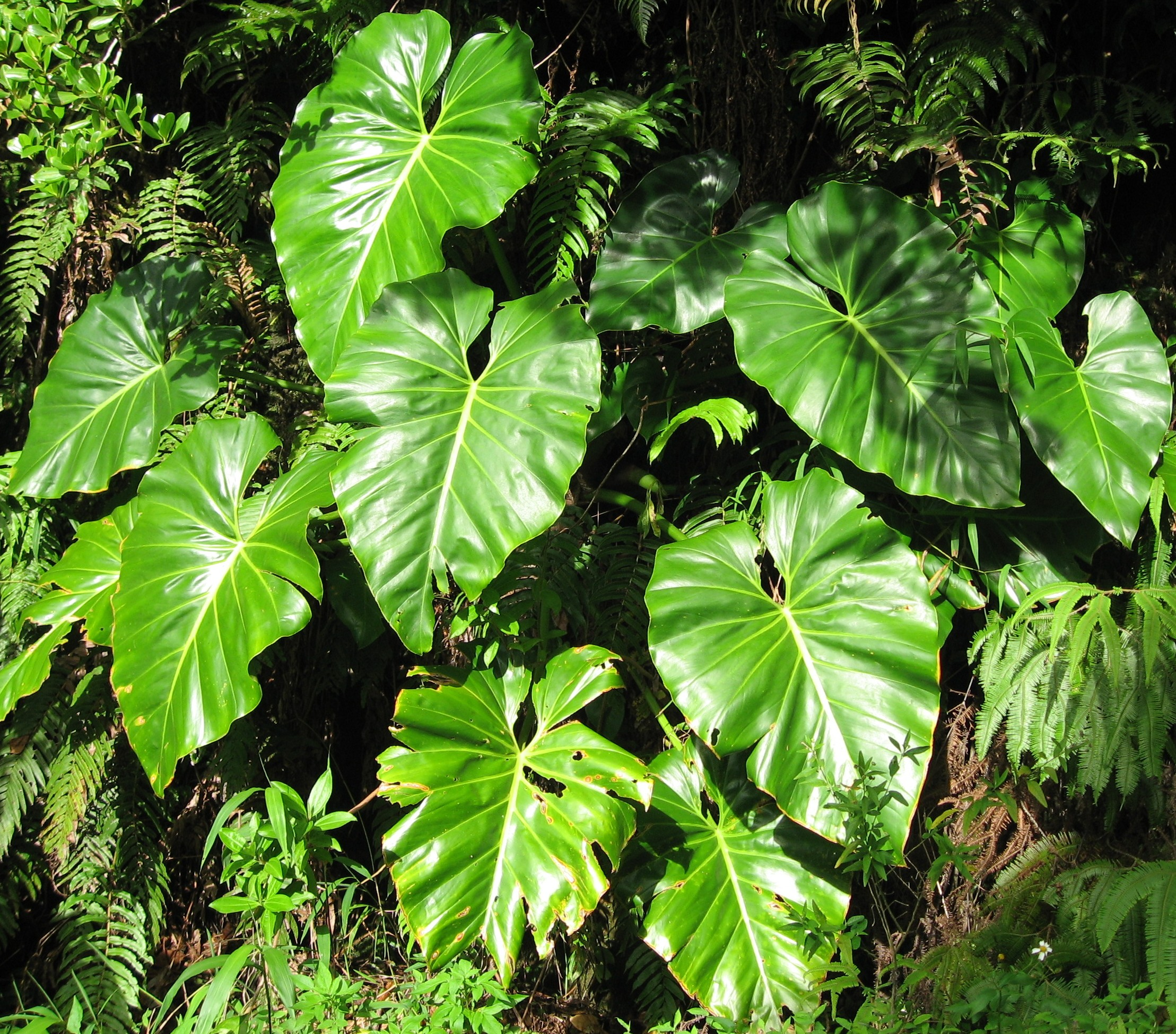
Philodendron giganteum

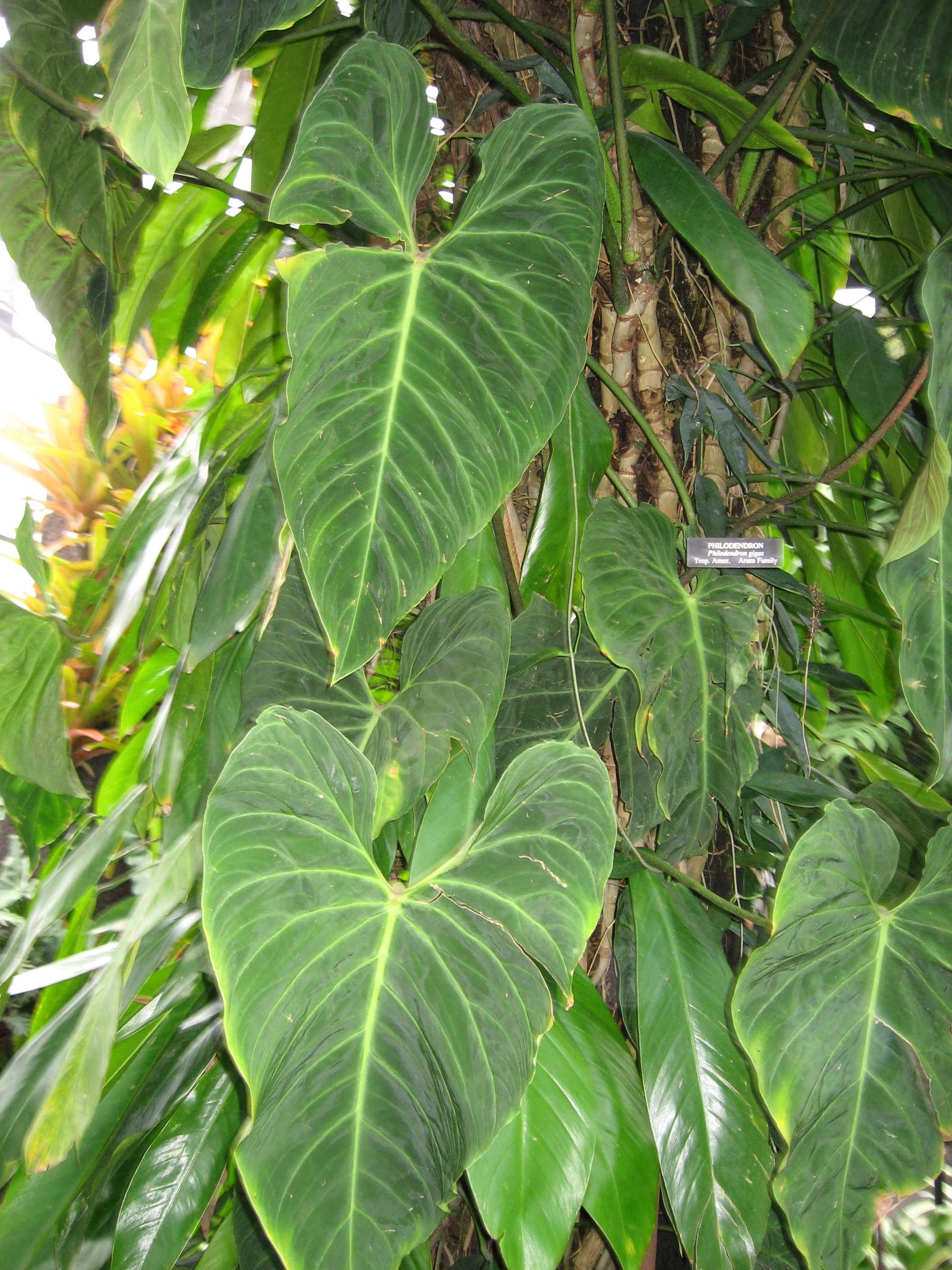
Philodendron gigas

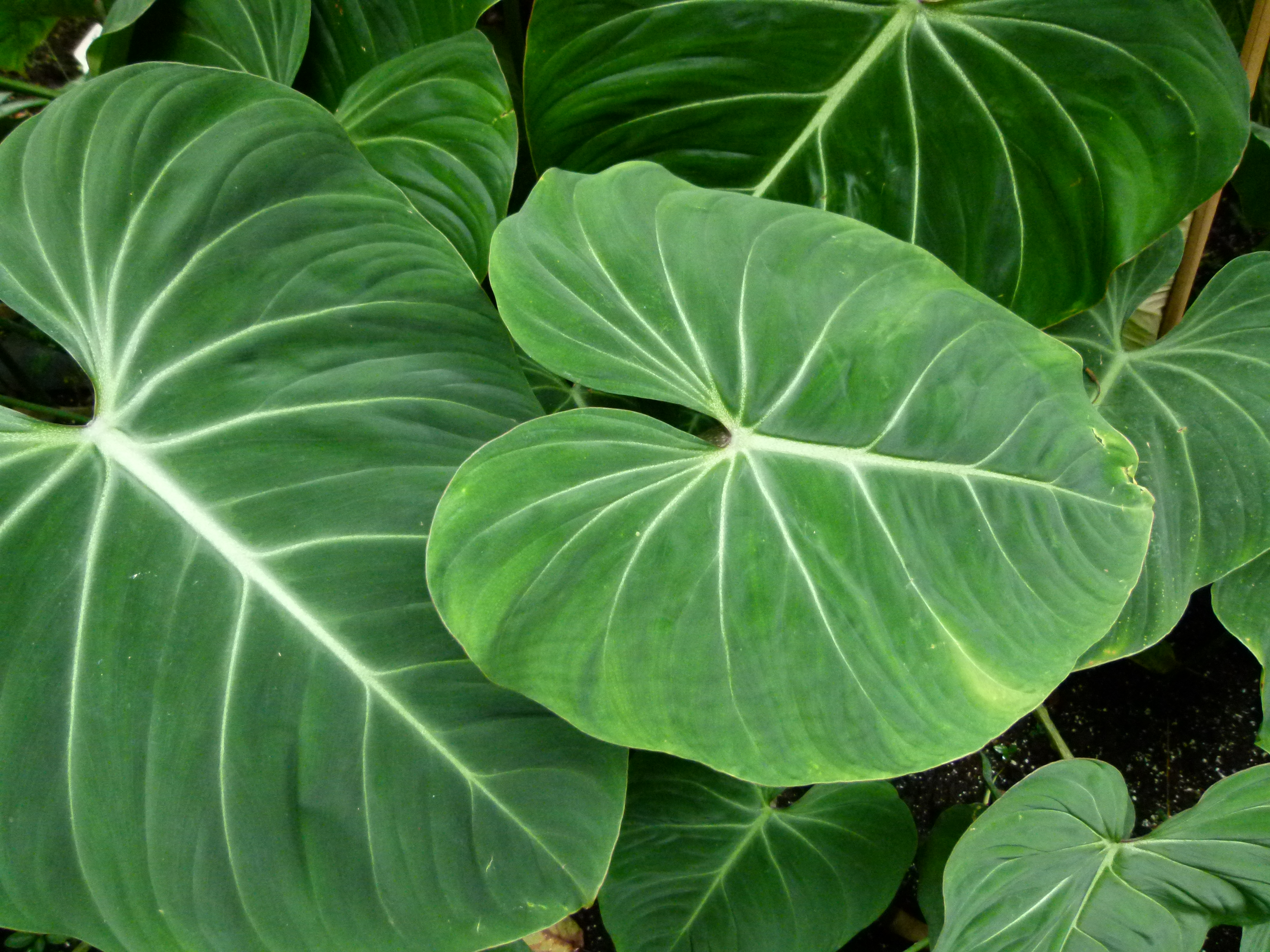
Philodendron gloriosum

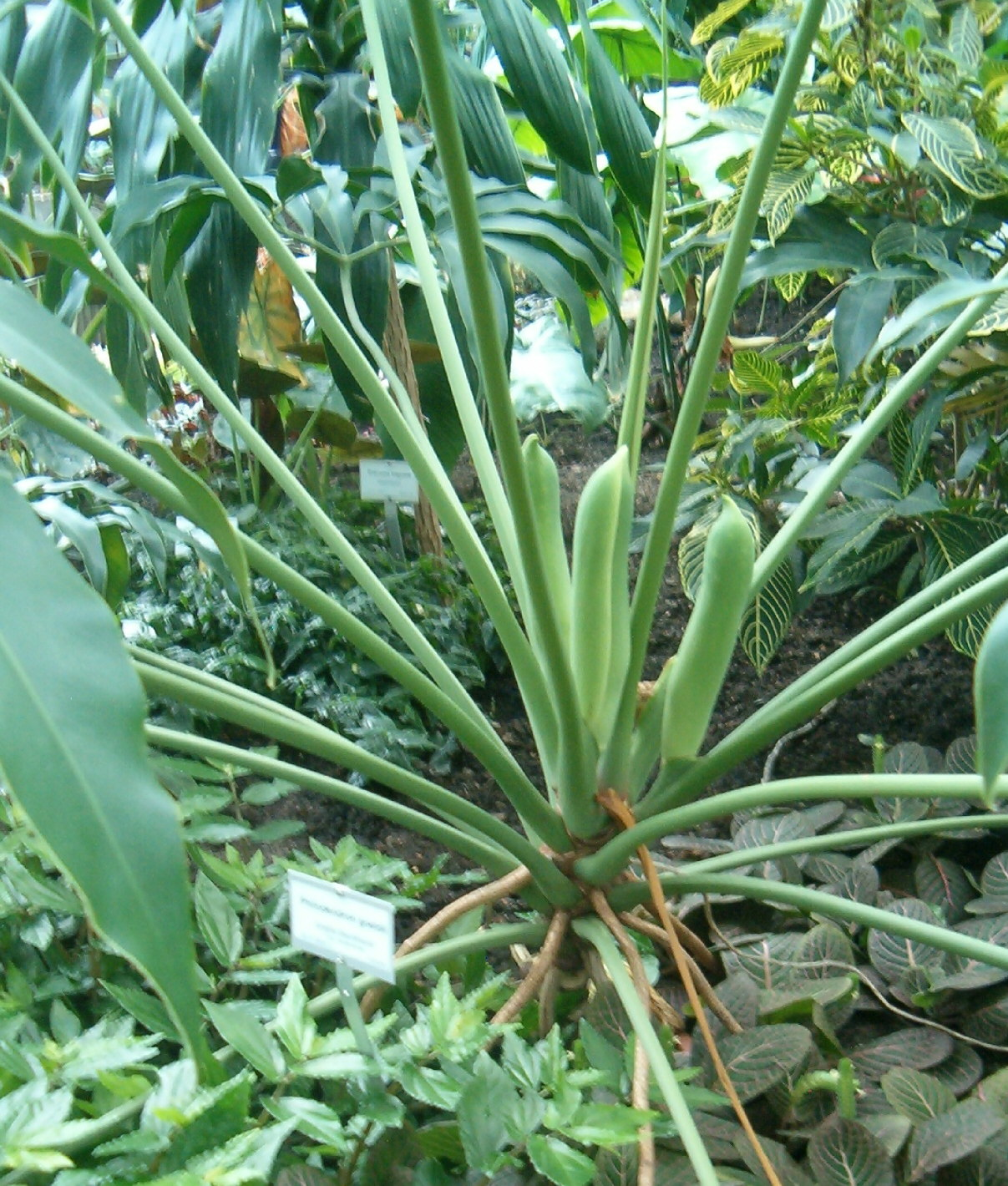
Philodendron goeldii

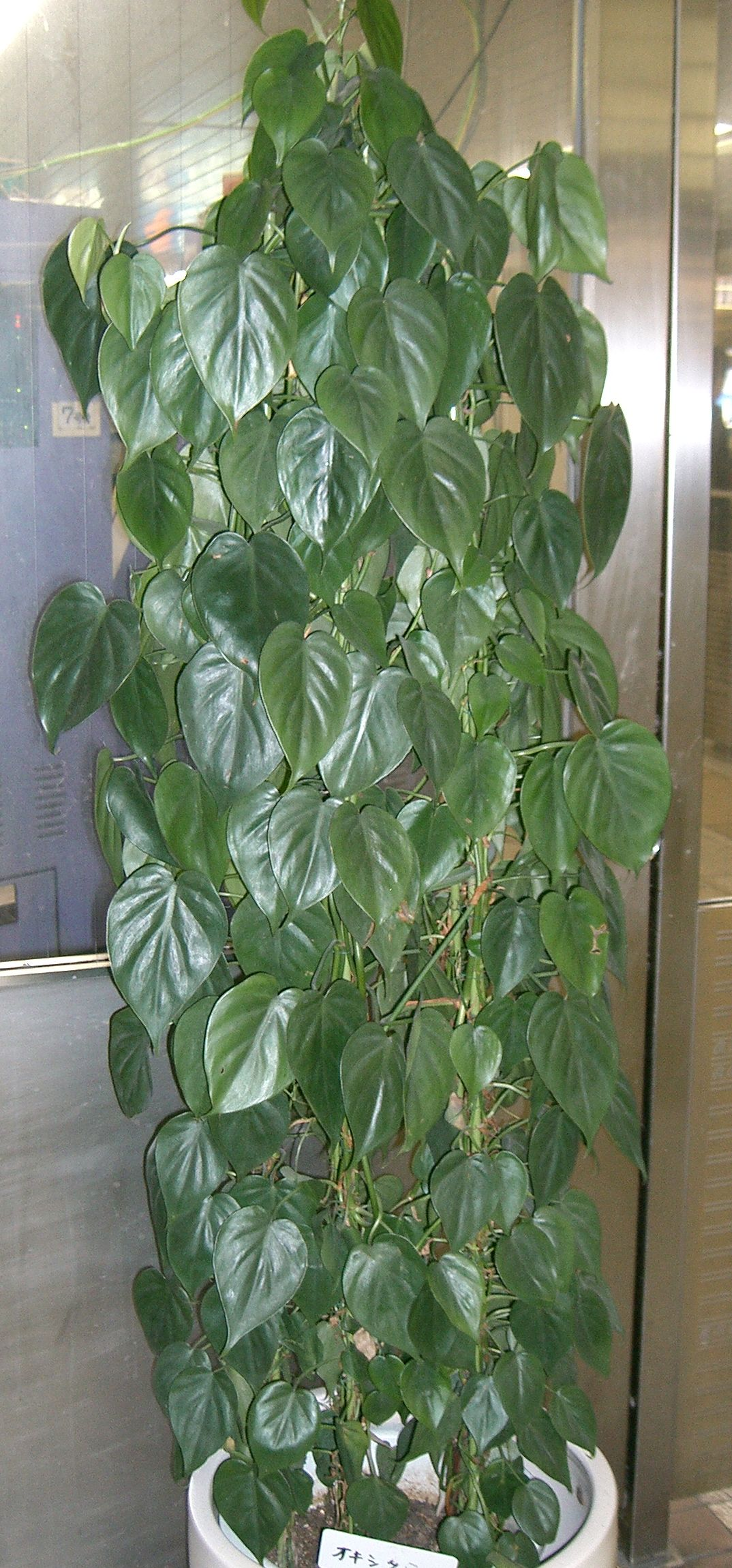
Philodendron hederaceum

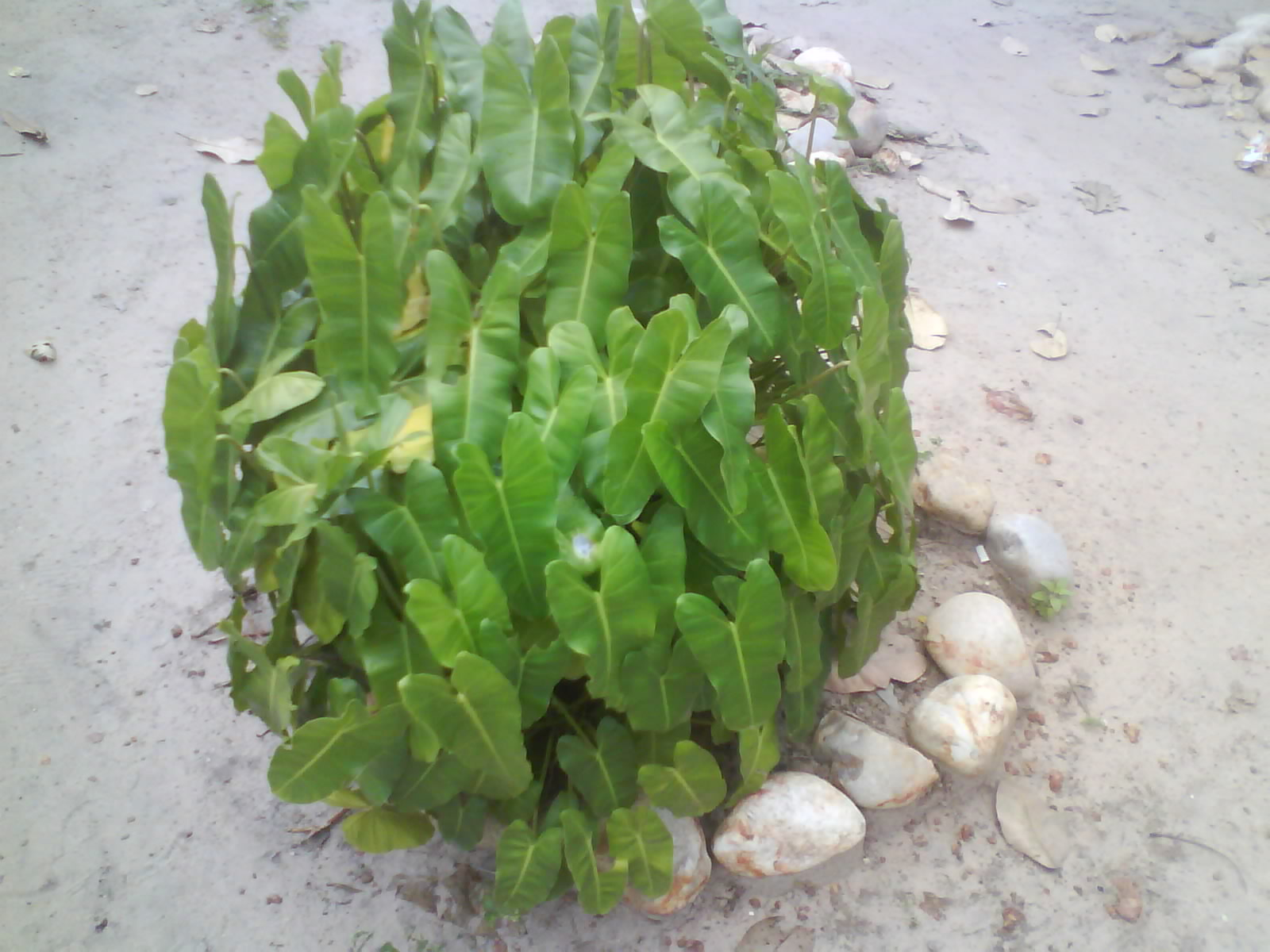
Philodendron imbe

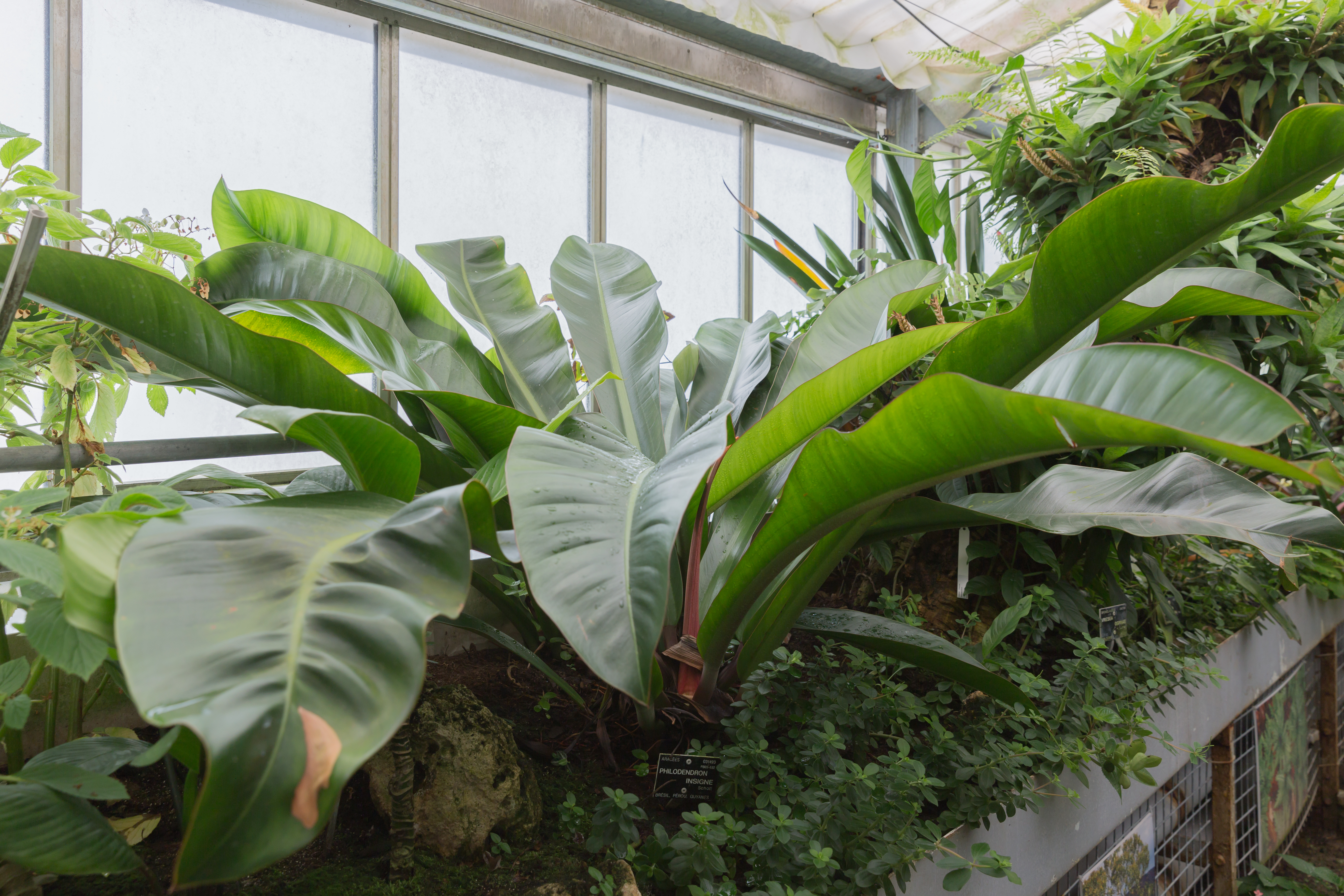
Philodendron insigne

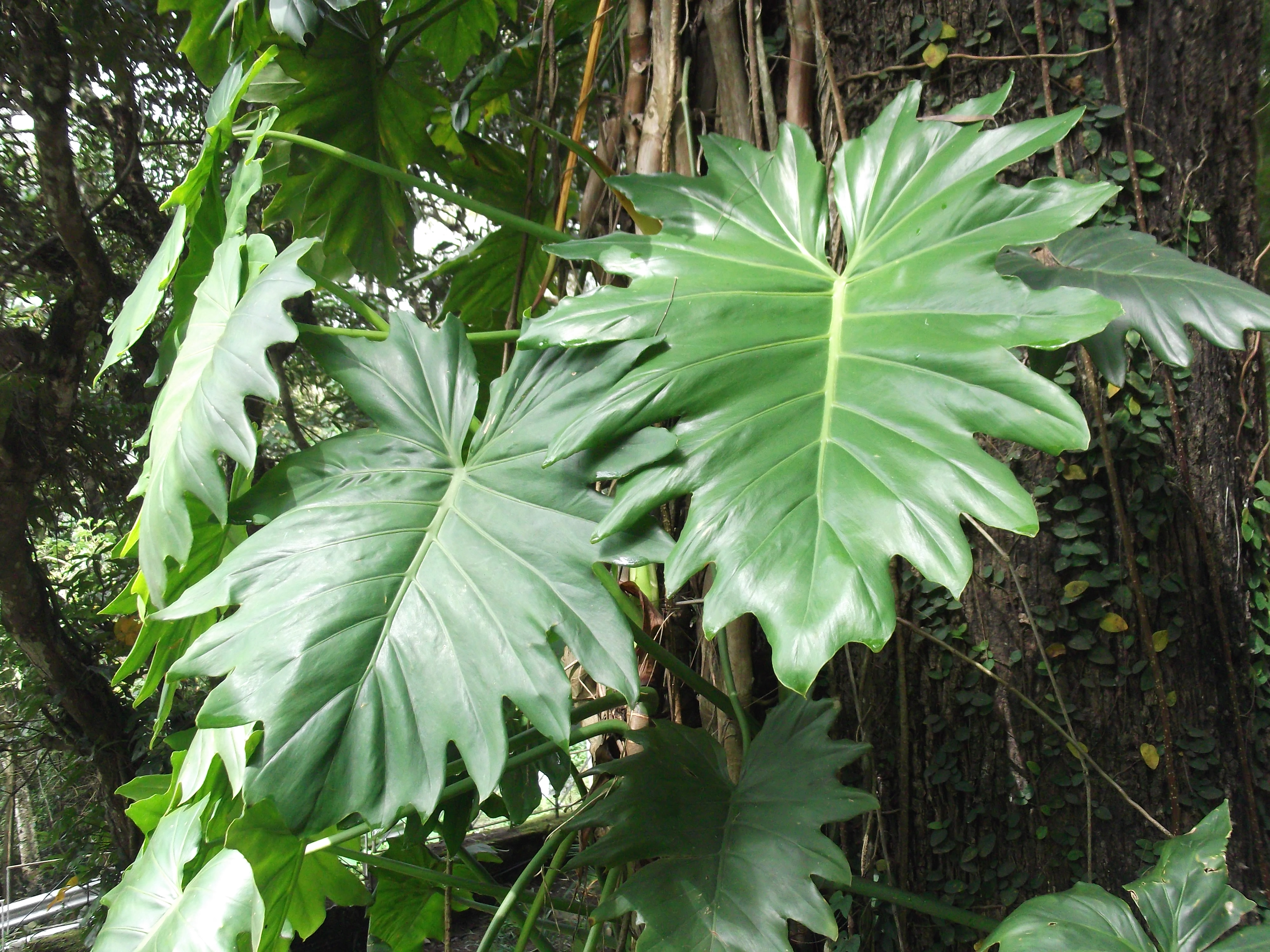
Philodendron lacerum

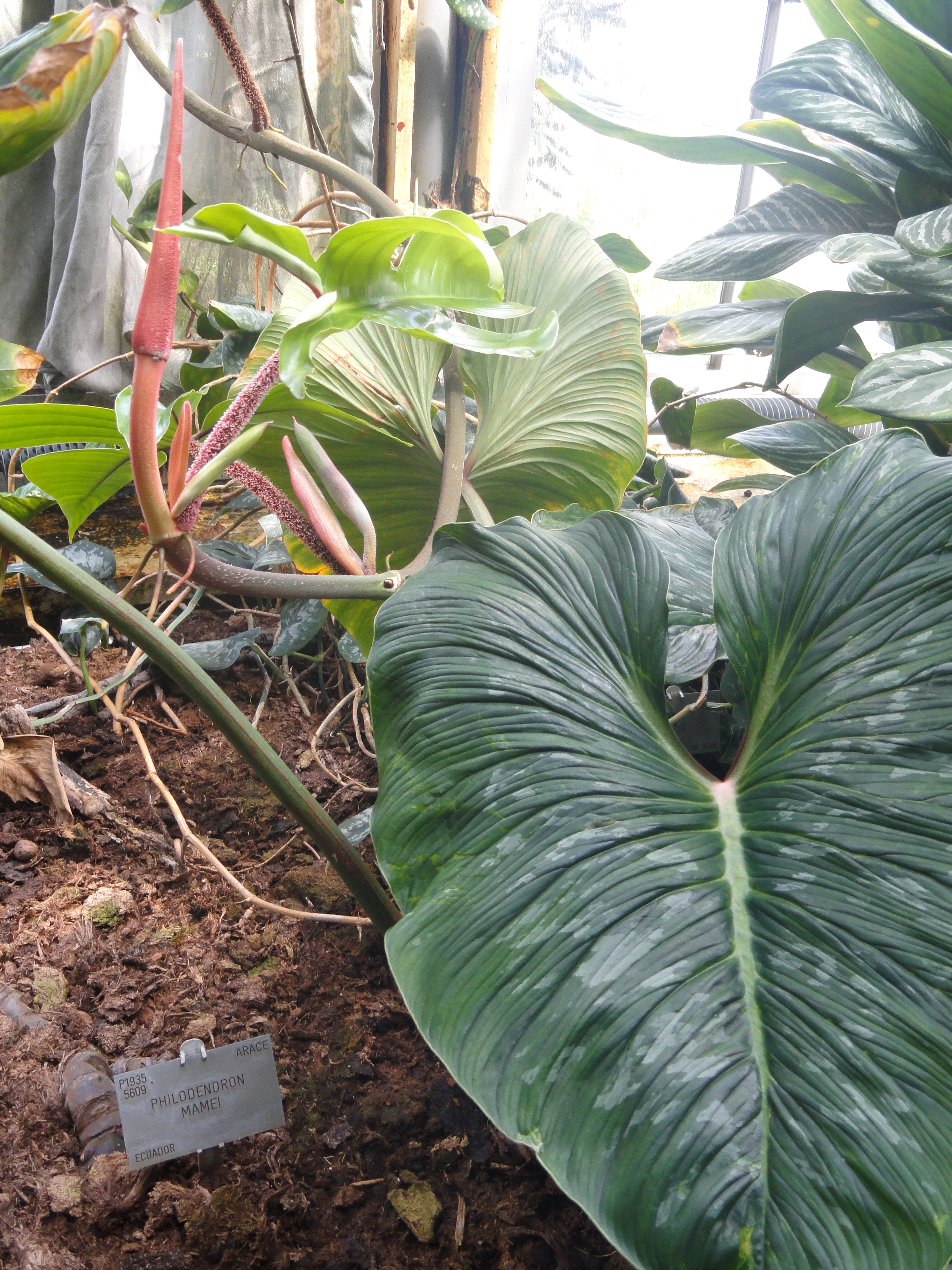
Philodendron mamei

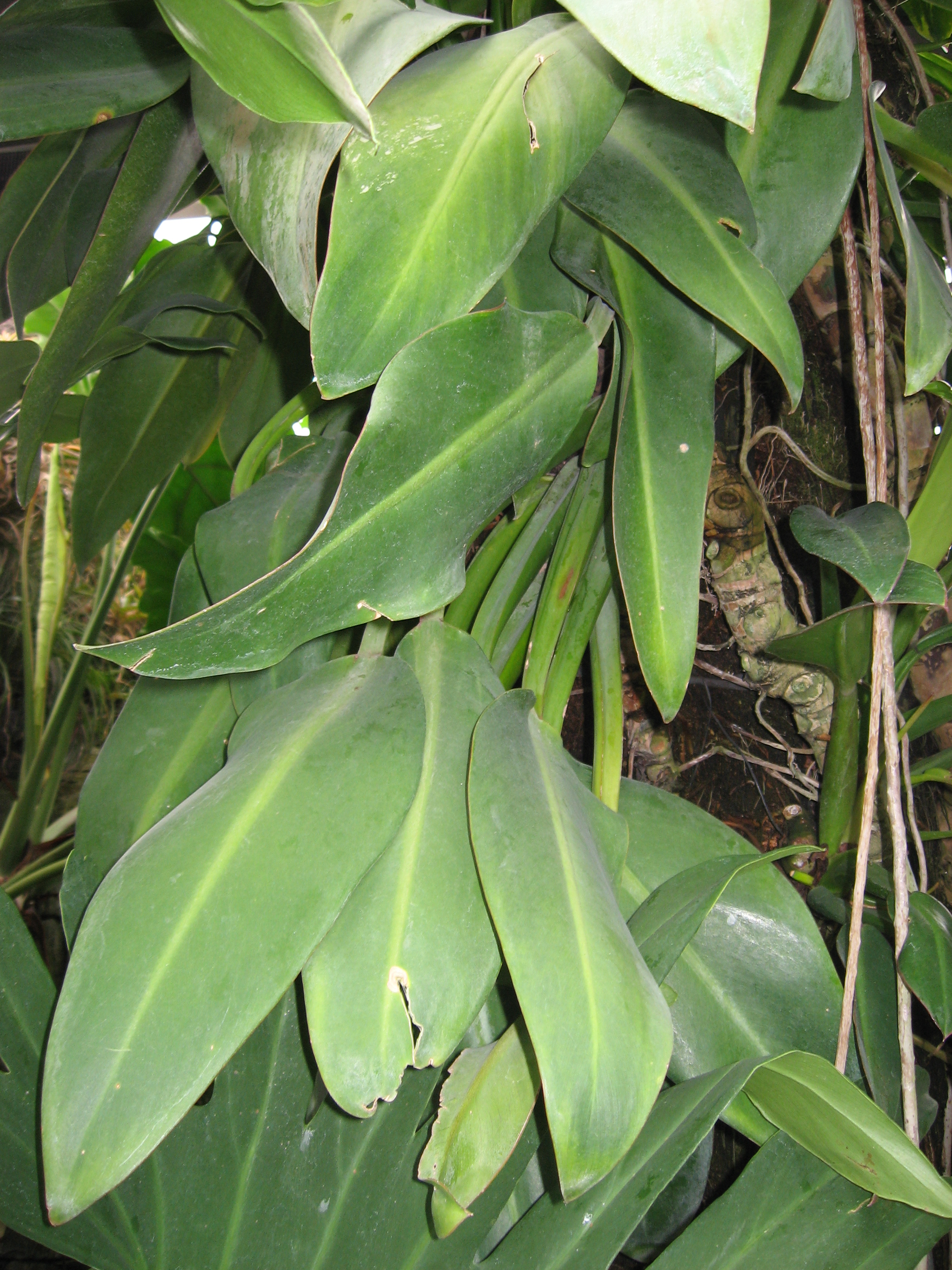
Philodendron martianum

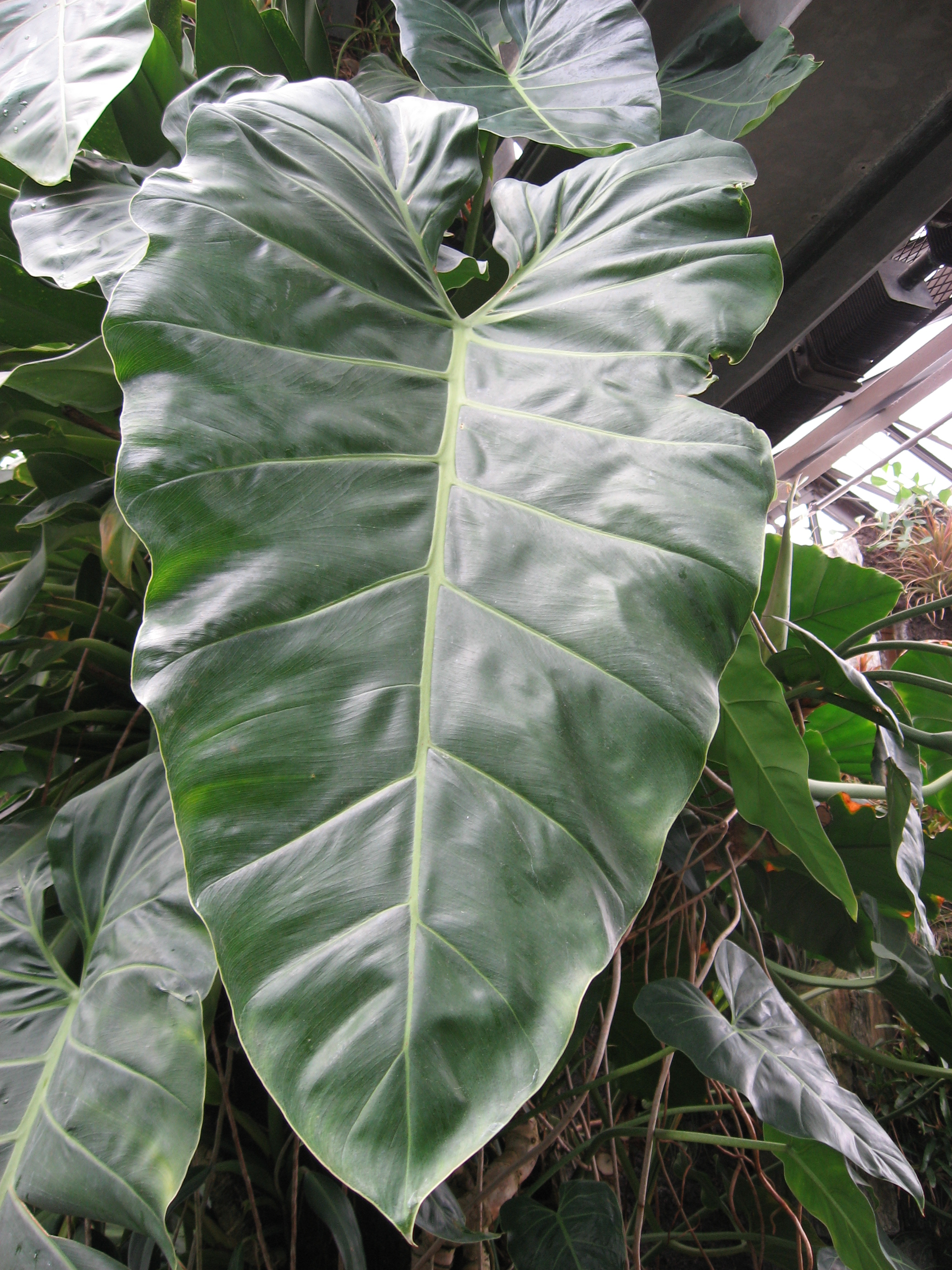
Philodendron maximum

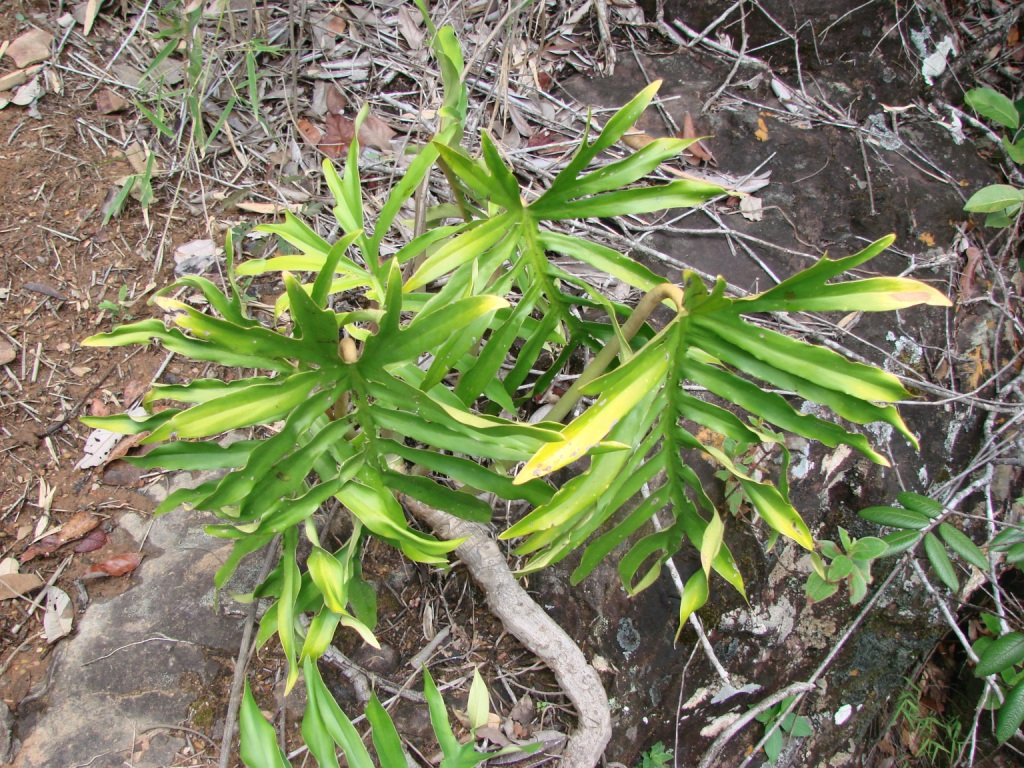
Philodendron mayoi

A Philodendron az egyszikűek (Liliopsida) osztályának hídőrvirágúak (Alismatales) rendjébe, ezen belül a kontyvirágfélék (Araceae) családjába és a kontyvirágformák (Aroideae) alcsaládjába tartozó nemzetség.

## A fajok felsorolása
2015 szeptemberétől a World Checklist of Selected Plant Families 489 fajt sorol be a Philodendron nemzetségbe (az alábbi fajlistában éppen 491 taxonnév van megjelenítve). Más források, viszont egyéb számokat adnak. Meglehet, hogy a lista nem teljes:
| Ábécé szerinti tartalomjegyzék                      |
| --------------------------------------------------- |
| A B C D E F G H I J K L M N O P Q R S T U V W X Y Z |

### A
- Philodendron acreanum K.Krause – Brazília (Acre), Ecuadortól Bolíviáig
- Philodendron acuminatissimum Engl. – Ecuadortól Bolíviáig
- Philodendron acutatum Schott - Kolumbiától és Trinidad-Tobagótól Brazíliáig
- Philodendron acutifolium K.Krause – Ecuadortól Peruig
- Philodendron adamantinum Mart. ex Schott – Brazília (Minas Gerais)
- Philodendron adhatodifolium Schott – Venezuela
- Philodendron advena Schott – Mexikótól Hondurasig
- Philodendron aemulum Schott – Brazília (E. Bahia: I. de Itaparica)
- Philodendron alatum Poepp. – Peru
- Philodendron albisuccus Croat – Panama
- Philodendron alliodorum Croat & Grayum – Nicaraguától Ecuadorig
- Philodendron alternans Schott – Brazília (Rio de Janeiro)
- Philodendron alticola Croat & Grayum – Kelet-Costa Ricától Nyugat-Panamáig
- Philodendron altomacaense Nadruz & Mayo – Brazília (Rio de Janeiro)
- Philodendron amargalense Croat & M.M.Mora – Kolumbia (Chocó)
- Philodendron ampamii Croat – Észak-Peru
- Philodendron amplisinum G.S.Bunting – Venezuela (Zulia)
- Philodendron ampullaceum G.S.Bunting – Északnyugat-Venezuela
- Philodendron anaadu G.S.Bunting – Dél-Venezuela
- Philodendron ancuashii Croat – Észak-Peru
- Philodendron angustialatum Engl. – Perutól Brazíliáig (Acre)
- Philodendron angustilobum Croat & Grayum – Közép-Amerika
- Philodendron angustisectum Engl. – Kolumbiától Bolíviáig
- Philodendron anisotomum Schott – Mexikótól Közép-Amerikáig
- Philodendron annulatum Croat – Panama
- Philodendron antonioanum Croat – Közép-Panama
- Philodendron appendiculatum Nadruz & Mayo – Délkelet- és Dél-Brazília
- Philodendron applanatum G.M.Barroso – Perutól Észak-Brazília
- Philodendron appunii G.S.Bunting – Észak-Venezuela
- Philodendron aristeguietae G.S.Bunting – Észak-Venezuela
- Philodendron aromaticum Croat & Grayum – Costa Rica
- Philodendron asplundii Croat & M.L.Soares – trópusi Dél-Amerika
- Philodendron atabapoense G.S.Bunting – Venezuela (Amazonas)
- Philodendron aurantiifolium Schott – Délkelet-Mexikótól Közép-Amerikáig
- Philodendron aurantiispadix Croat – Kolumbia
- Philodendron aureimarginatum Croat – Peru (Loreto)
- Philodendron auriculatum Standl. & L.O.Williams – Costa Rica
- Philodendron auritum Lindl. – Guatemala
- Philodendron auyantepuiense G.S.Bunting – Dél-Venezuelától Guyanáig
- Philodendron avenium Grayum & Croat – Észak-Peru
- Philodendron azulitense Croat – Északnyugat-Venezuela

### B
- Philodendron bahiense Engl. – Északkelet-Brazília
- Philodendron bakeri Croat & Grayum – Nicaraguától Panamáig
- Philodendron balaoanum Engl. – Ecuador
- Philodendron barbourii Croat – Észak-Peru
- Philodendron barrosoanum G.S.Bunting – Venezuelától Peruig
- Philodendron basii Matuda – Mexikó (Guerrero, Jalisco)
- Philodendron basivaginatum K.Krause – Peru
- Philodendron baudoense Croat & D.C.Bay – Kolumbia
- Philodendron beniteziae Croat – Északnyugat-Venezuelától Ecuadorig
- Philodendron bernardopazii E.G.Gonç. – Brazília (Espírito Santo)
- Philodendron billietiae Croat – Guyanák, Brazília (Pará)
- Philodendron bipennifolium Schott – Dél-Venezuelától Észak- és Kelet-Brazíliáig
- Philodendron bipinnatifidum Schott ex Endl. – Délkelet- és Dél-Brazíliától Északkelet-Argentínáig
- Philodendron biribiriense Sakuragui & Mayo – Brazília (Minas Gerais: Serra de Espinhaço)
- Philodendron blanchetianum Schott – Kelet-Brazília
- Philodendron bogotense Engl. – Kolumbia
- Philodendron borgesii G.S.Bunting – Venezuela (Táchira)
- Philodendron brandii Grayum – Kolumbia (Antioquia)
- Philodendron brandtianum K.Krause – Észak-Brazília, Bolívia
- Philodendron brasiliense Engl. – Délkelet-Brazília
- Philodendron breedlovei Croat – Mexikó (Chiapas)
- Philodendron brenesii Standl. – Costa Ricától Közép-Panamáig
- Philodendron brent-berlinii Croat – Észak-Peru
- Philodendron brevispathum Schott – trópusi Közép- és Dél-Amerika
- Philodendron brewsterense Croat – Panama
- Philodendron brunneicaule Croat & Grayum – Costa Ricától Ecuadorig
- Philodendron buchtienii K.Krause – Bolívia
- Philodendron buntingianum Croat – Északnyugat-Venezuela
- Philodendron burgeri Grayum – Costa Ricától Nyugat-Panamáig
- Philodendron burle-marxii G.M.Barroso – Kolumbiától Ecuadorig és Észak-Brazíliáig

### C
- Philodendron calatheifolium G.S.Bunting – Venezuela (Táchira)
- Philodendron callosum K.Krause – Dél-Amerika északi részétől Észak-Brazíliáig
- Philodendron campii Croat – Kolumbiától Peruig és Észak-Brazíliáig
- Philodendron camposportoanum G.M.Barroso – trópusi Dél-Amerika
- Philodendron canaimae G.S.Bunting – Venezuela (Bolívar)
- Philodendron canicaule Croat & D.C.Bay – Kolumbia
- Philodendron cardonii Croat – Kolumbia
- Philodendron cardosoi E.G.Gonç. – Brazília (Pará)
- Philodendron carinatum E.G.Gonç. – Brazília (Amapá)
- Philodendron cataniapoense G.S.Bunting – Dél-Venezuelától Bolíviáig
- Philodendron caudatum K.Krause – Bolívia
- Philodendron chimantae G.S.Bunting – Kolumbiától Dél-Venezueláig
- Philodendron chimboanum Engl. – Ecuador
- Philodendron chinchamayense Engl. – Perutól Bolíviáig
- Philodendron chiriquense Croat – Panama
- Philodendron chirripoense Croat & Grayum – Dél-Costa Rica
- Philodendron chrysocarpum Croat & D.C.Bay – Kolumbia
- Philodendron cipoense Sakuragui & Mayo – Brazília (Minas Gerais: Serra de Espinhaço)
- Philodendron clarkei Croat – Ecuador (Esmeraldas)
- Philodendron clewellii Croat – Panama (Sierranía de Pirre)
- Philodendron colombianum R.E.Schult. – Kolumbiától Észak-Peruig
- Philodendron coloradense Croat – Panama (Chiriquí)
- Philodendron condorcanquense Croat – Észak-Peru
- Philodendron conforme G.S.Bunting – Venezuela (Amazonas)
- Philodendron consanguineum Schott – Karib-térség
- Philodendron consobrinum G.S.Bunting – Venezuela (Táchira)
- Philodendron copense Croat – Panama
- Philodendron corcovadense Kunth – Kelet- és Dél-Brazília
- Philodendron cordatum Kunth ex Schott – Délkelet-Brazília (Rio de Janeirótól São Paulóig)
- Philodendron coriaceum Croat & D.C.Bay – Kolumbiától Ecuadorig
- Philodendron correae Croat – Nyugat-Panama
- Philodendron cotapatense Croat & Acebey – Bolívia
- Philodendron cotobrusense Croat & Grayum – Kelet-Costa Rica
- Philodendron cotonense Croat & Grayum – Kelet-Costa Ricától Nyugat-Panamáig
- Philodendron craspedodromum R.E.Schult. – Kolumbia
- Philodendron crassinervium Lindl. – Délkelet-Brazília (egészen Paranáig)
- Philodendron crassispathum Croat & Grayum – Közép-Costa Ricától Nyugat-Panamáig
- Philodendron crassum Rendle – Brazília (Rio de Janeiro)
- Philodendron cremersii Croat & Grayum – Francia Guyana
- Philodendron cretosum Croat & Grayum – Costa Ricától Panamáig
- Philodendron croatii Grayum – Panama
- Philodendron cruentospathum Madison – Ecuador
- Philodendron cruentum Poepp. – Peru
- Philodendron cuneatum Engl. – Kolumbiától Észak-Peruig
- Philodendron curvilobum Schott – Délkelet-Brazília

### D
- Philodendron daniellii Croat & Oberle – Kolumbia (Antioquia)
- Philodendron danteanum G.S.Bunting – Észak-Venezuela
- Philodendron dardanianum Mayo – Brazília (Bahia, Goiás)
- Philodendron davidsei G.S.Bunting – Venezuela (Zulia)
- Philodendron davidsonii Croat – Costa Ricától Nyugat-Panamáig
- Philodendron deflexum Poepp. ex Schott – Peru
- Philodendron delascioi G.S.Bunting – Kelet-Venezuela
- Philodendron delinksii Croat & Köster – Ecuador
- Philodendron deltoideum Poepp. – Peru
- Philodendron densivenium Engl. – Peru
- Philodendron devansayanum André – Peru
- Philodendron devianum Croat – Kolumbia
- Philodendron dioscoreoides Gleason – Guyanák
- Philodendron discretivenium Croat & D.C.Bay – Kolumbia
- Philodendron distantilobum K.Krause – Perutól Észak-Brazíliáig
- Philodendron divaricatum K.Krause – Perutól Bolíviáig
- Philodendron dodsonii Croat & Grayum – Costa Ricától Ecuadorig
- Philodendron dolichophyllum Croat – Panama
- Philodendron dominicalense Croat & Grayum – Délnyugat-Costa Rica
- Philodendron dressleri G.S.Bunting – Mexikó (Marias-szigetek, Sinaloa, Nayarit)
- Philodendron dryanderae Croat & D.C.Bay – Kolumbia
- Philodendron duckei Croat & Grayum – Guyanák, Észak-Brazília
- Philodendron dunstervilleorum G.S.Bunting – Dél-Venezuelától Észak-Brazíliáig
- Philodendron dussii Engl. – Dominikai Közösség, Martinique
- Philodendron dwyeri Croat – Belize
- Philodendron dyscarpium R.E.Schult. – Kolumbiától Dél-Venezueláig

### E
- Philodendron eburneum K.Krause – Ecuador
- Philodendron ecordatum Schott – Guyanák, Észak-Brazília
- Philodendron edenudatum Croat – Panama
- Philodendron edmundoi G.M.Barroso – Brazília (Espírito Santo, Rio de Janeiro)
- Philodendron effusilobum Croat – Venezuela
- Philodendron elaphoglossoides Schott – Észak-Brazíliától Peruig
- Philodendron elegans K.Krause – Kolumbia
- Philodendron elegantulum Croat & Grayum – Panama
- Philodendron englerianum Steyerm. – Dél-Venezuelától Guyanáig
- Philodendron ensifolium Croat & Grayum – Costa Ricától Kolumbiáig
- Philodendron ernestii Engl. – Észak-Brazília, Ecuadortól Bolíviáig
- Philodendron erubescens K.Koch & Augustin – Kolumbia
- Philodendron escuintlense Matuda – Mexikó
- Philodendron exile G.S.Bunting – trópusi Dél-Amerika
- Philodendron eximium Schott – Kelet-Brazília

### F
- Philodendron fendleri K.Krause – Trinidadtól Venezueláig
- Philodendron ferrugineum Croat – Panama
- Philodendron fibrillosum Poepp. – Peru
- Philodendron fibrosum Sodiro ex Croat – Kolumbiától Ecuadorig
- Philodendron findens Croat & Grayum – Costa Ricától Panamáig
- Philodendron flumineum E.G.Gonç. – Brazília (Goiás, Brasília D.F.)
- Philodendron follii Nadruz – Brazília (Espírito Santo)
- Philodendron folsomii Croat – Panama
- Philodendron fortunense Croat – Panama (Chiriquí)
- Philodendron fragile Nadruz & Mayo – Brazília (Rio de Janeiro)
- Philodendron fragrantissimum (Hook.) G.Don – trópusi Amerika
- Philodendron fraternum Schott – Venezuela
- Philodendron furcatum Croat & D.C.Bay – Kolumbia

### G
- Philodendron giganteum Schott – a Karib-térségtől Brazíliáig (Pará)
- Philodendron gigas Croat – Panama
- Philodendron glanduliferum Matuda – Mexikó (Oaxaca), Guatemala, Venezuela
- Philodendron glaziovii Hook.f. – Brazília (Rio de Janeiro)
- Philodendron gloriosum André – Kolumbia
- Philodendron goeldii G.M.Barroso – trópusi Dél-Amerika
- Philodendron gonzalezii Grayum – Nyugat-Venezuela
- Philodendron grandifolium (Jacq.) Schott – típusfaj; Dél-Amerika északi része
- Philodendron grandipes K.Krause – Délkelet-Nicaraguától Ecuadorig
- Philodendron granulare Croat – Panama (Darién)
- Philodendron graveolens Engl. – Kolumbia
- Philodendron grayumii Croat – Costa Ricától Közép-Panamáig
- Philodendron grazielae G.S.Bunting – Perutól Észak-Brazíliáig
- Philodendron grenandii Croat – Francia Guyana
- Philodendron guaiquinimae G.S.Bunting – Venezuela (Bolívar)
- Philodendron gualeanum Engl. – Ecuador
- Philodendron guianense Croat & Grayum – Guyanák, Észak-Brazília
- Philodendron guttiferum Kunth – trópusi Dél-Amerika

### H
- Philodendron hammelii Croat – Panama (Coclé)
- Philodendron hastatum K.Koch & Sello – Délkelet-Brazília
- Philodendron hatschbachii Nadruz & Mayo – Brazília (Espírito Santo, Rio de Janeiro)
- Philodendron hebetatum Croat – Panamától Ecuadorig
- Philodendron hederaceum (Jacq.) Schott – Mexikótól trópusi Amerikáig
- Philodendron heleniae Croat – Panamától Dél-Amerika nyugati részéig
- Philodendron henry-pittieri G.S.Bunting – Északnyugat- és Észak-Venezuela
- Philodendron herbaceum Croat & Grayum – Costa Ricától Ecuadorig
- Philodendron herthae K.Krause – Ecuadortól Peruig
- Philodendron heterocraspedon Croat & D.C.Bay – Kolumbia
- Philodendron heterophyllum Poepp. – Dél-Amerika nyugati része
- Philodendron heteropleurum K.Krause – Ecuadortól Peruig
- Philodendron holstii G.S.Bunting – Venezuela (Amazonas)
- Philodendron hooveri Croat & Grayum – Ecuador
- Philodendron hopkinsianum M.L.Soares & Mayo – Észak-Brazília
- Philodendron houlletianum Engl. – Francia Guyana
- Philodendron huanucense Engl. – Peru
- Philodendron huashikatii Croat – Észak-Peru
- Philodendron huaynacapacense Croat – Perutól Bolíviáig
- Philodendron humile E.G.Gonç. – Nyugat-Brazília
- Philodendron hylaeae G.S.Bunting – trópusi Dél-Amerika

### I
- Philodendron ichthyoderma Croat & Grayum – Panamától Kolumbiáig
- Philodendron imbe Schott ex Endl. - Északkelet - és Délkelet-Brazília
- Philodendron immixtum Croat – Panamától Kolumbiáig
- Philodendron inaequilaterum Liebm. – Mexikótól Bolíviáig
- Philodendron inconcinnum Schott – Venezuela
- Philodendron inops Schott – Brazília (Rio de Janeirótól São Paulóig)
- Philodendron insigne Schott – trópusi Dél-Amerika

### J
- Philodendron jacquinii Schott – Mexikótól Dél-Amerika északi részéig, valamint Nyugat-Kuba, Kajmán-szigetek
- Philodendron jefense Croat – Panama (Panamá)
- Philodendron jodavisianum G.S.Bunting – Délkelet-Mexikótól Északnyugat-Venezueláig
- Philodendron jonkerorum Croat – Suriname
- Philodendron juninense Engl. – Peru

### K
- Philodendron kautskyi G.S.Bunting – Brazília (Espírito Santo)
- Philodendron killipii K.Krause – Peru
- Philodendron knappiae Croat – Costa Ricától Nyugat-Panamáig
- Philodendron krauseanum Steyerm. – Dél-Amerika északi része
- Philodendron kroemeri Croat – Bolívia
- Philodendron krugii Engl. – Tobagótól Venezueláig

### L
- Philodendron lacerum (Jacq.) Schott – Nagy-Antillák
- Philodendron laticiferum Croat & M.M.Mora – Kolumbia (Chocó)
- Philodendron latifolium K.Koch – Venezuela
- Philodendron lazorii Croat – Panama
- Philodendron leal-costae Mayo & G.M.Barroso – Északkelet-Brazília
- Philodendron lechlerianum Schott – Perutól Bolíviáig
- Philodendron lehmannii Engl. – Kolumbia
- Philodendron lemae G.S.Bunting – Venezuela (Bolívar)
- Philodendron lentii Croat & Grayum – Délkelet-Nicaraguától Északnyugat-Ecuadorig
- Philodendron leucanthum K.Krause – Perutól Észak-Brazíliáig
- Philodendron leyvae García-Barr. – Kolumbia
- Philodendron liesneri G.S.Bunting – Venezuela (Amazonas)
- Philodendron ligulatum Schott – Nicaraguától Kolumbiáig
- Philodendron lindenianum Wallis – Ecuador
- Philodendron lindenii Schott – Kolumbiától Venezueláig
- Philodendron linguifolium Schott – Észak-Brazília
- Philodendron lingulatum (L.) K.Koch – Karib-térség
- Philodendron linnaei Kunth – trópusi Dél-Amerika
- Philodendron llanense Croat – Panama
- Philodendron loefgrenii Engl. – Brazília (São Paulótól Santa Catarináig)
- Philodendron longilaminatum Schott – Brazília (Pernambuco, Bahia)
- Philodendron longilobatum Sakur. – Brazília (Espírito Santo)
- Philodendron longipedunculatum Croat & M.M.Mora – Kolumbia (Chocó)
- Philodendron longipes Engl. – Kolumbia
- Philodendron longirrhizum M.M.Mora & Croat – Kolumbiától Venezueláig
- Philodendron longistilum K.Krause – Perutól Észak-Brazíliáig
- Philodendron lundii Warm. – Brazília (Goiástól Bahiáig)
- Philodendron lupinum E.G.Gonç. & J.B.Carvalho – Brazília (Acre)

### M
- Philodendron macroglossum Schott – Venezuela
- Philodendron macropodum K.Krause – Brazília (Roraima)
- Philodendron maculatum K.Krause – Perutól Észak-Brazíliáig
- Philodendron madronense Croat – Közép-Panama
- Philodendron maguirei G.S.Bunting – Venezuela (Amazonas)
- Philodendron malesevichiae Croat – Panamától Kolumbiáig
- Philodendron mamei André – Dél-Ecuador
- Philodendron marahuacae G.S.Bunting – Venezuela (Amazonas)
- Philodendron maroae G.S.Bunting – Venezuela (Amazonas)
- Philodendron martianum Engl. – Kelet- és Dél-Brazília
- Philodendron martini Schott – Francia Guyana
- Philodendron mathewsii Schott – Peru
- Philodendron mawarinumae G.S.Bunting – Dél-Venezuelától Francia Guyanáig
- Philodendron maximum K.Krause – Brazília (Acre, Mato Grosso), továbbá Ecuadortól Bolíviáig
- Philodendron mayoi E.G.Gonç. – Brazília (Brasília D.F., Goiás)
- Philodendron mcphersonii Croat – Kolumbia
- Philodendron megalophyllum Schott – Trinidadtól a trópusi Dél-Amerikáig
- Philodendron melanochrysum Linden & André – Kolumbia
- Philodendron melinonii Brongn. ex Regel – Dél-Amerika északi részétől Észak-Brazíliáig
- Philodendron mello-barretoanum Burle-Marx ex G.M.Barroso – Közép-Brazíliától Bolíviáig
- Philodendron membranaceum Poepp. – Peru
- Philodendron merenbergense Croat – Kolumbia
- Philodendron meridense G.S.Bunting – Északnyugat-Venezuela
- Philodendron mesae G.S.Bunting – Venezuela (Mérida)
- Philodendron mexicanum Engl. – Mexikótól Közép-Amerikáig
- Philodendron micranthum Poepp. ex Schott – Észak-Brazília, Ecuador, Peru
- Philodendron microstictum Standl. & L.O.Williams – Costa Rica
- Philodendron millerianum Nadruz & Sakur. – Brazília (Rio de Janeiro)
- Philodendron minarum Engl. – Brazília (Minas Gerais, São Paulo)
- Philodendron misahualliense Croat & Cerón – Ecuador
- Philodendron missionum (Hauman) Hauman – Dél-Brazíliától Északkelet-Argentínáig
- Philodendron modestum Schott – Venezuela
- Philodendron monsalveae Croat & D.C.Bay – Kolumbia
- Philodendron montanum Engl. – Kolumbia
- Philodendron moonenii Croat – Francia Guyana
- Philodendron morii Croat – Panama
- Philodendron multinervum G.S.Bunting – Venezuela (Amazonas)
- Philodendron multispadiceum Engl. – Kolumbia
- Philodendron muricatum Schott – Dél-Amerika északi részétől Brazíliáig
- Philodendron musifolium Engl. – Ecuador
- Philodendron myrmecophilum Engl. – Brazília közepének északi és nyugati részei

### N
- Philodendron nadruzianum Sakur. – Brazília (Rio de Janeiro)
- Philodendron nanegalense Engl. – Ecuador
- Philodendron narinoense Croat – Kolumbiától Ecuadorig
- Philodendron nebulense G.S.Bunting – Venezuela (Amazonas)
- Philodendron ninoanum Croat & D.C.Bay – Kolumbia
- Philodendron niqueanum Croat – Panama (Darién)
- Philodendron nullinervium E.G.Gonç. – Brazília (Acre, Amazonas)

### O
- Philodendron oblanceolatum Croat & D.C.Bay – Kolumbia
- Philodendron obliquifolium Engl. – Brazília (Rio de Janeirótól Északkelet-Santa Catarináig)
- Philodendron oblongum (Vell.) Kunth – Kelet-Brazília
- Philodendron obtusilobum Miq. – Venezuela
- Philodendron ochrostemon Schott – Brazília
- Philodendron oligospermum Engl. – Dél-Kolumbiától Ecuadorig
- Philodendron opacum Croat & Grayum – Délkelet-Nicaraguától Ecuadorig
- Philodendron orionis G.S.Bunting – Északnyugat-Venezuela
- Philodendron ornatum Schott – Trinidad-Tobagótól a trópusi Dél-Amerikáig

### P
- Philodendron pachycaule K.Krause – Ecuador
- Philodendron pachyphyllum K.Krause – Brazília (Közép-Bahia)
- Philodendron palaciosii Croat & Grayum – Ecuador (Napo)
- Philodendron paludicola E.G.Gonç. & Salviani – Brazília (Espírito Santo)
- Philodendron panamense K.Krause – Panamától Észak-Peruig
- Philodendron panduriforme (Kunth) Kunth – trópusi Dél-Amerika
- Philodendron parvilobum Croat – Ecuador (Morona-Santiago)
- Philodendron pastazanum K.Krause – Ecuadortól Peruig
- Philodendron patriciae Croat – Kolumbia
- Philodendron paucinervium Croat – Peru (Loreto)
- Philodendron paxianum K.Krause – Perutól Bolíviáig
- Philodendron pedatum (Hook.) Kunth – trópusi Dél-Amerika
- Philodendron pedunculum Croat & Grayum – Ecuador (Morona-Santiago)
- Philodendron peperomioides G.S.Bunting – Venezuela (Bolívar)
- Philodendron peraiense G.S.Bunting – Venezuela (Bolívar)
- Philodendron perplexum G.S.Bunting – Északnyugat-Venezuela
- Philodendron phlebodes G.S.Bunting – trópusi Dél-Amerika
- Philodendron pimichinese G.S.Bunting – Venezuela (Amazonas)
- Philodendron pinnatifidum (Jacq.) Schott – Venezuelától Észak-Brazíliáig
- Philodendron pinnatilobum Engl. – Észak-Brazíliától Bolíviáig
- Philodendron pipolyi Croat – Kolumbia
- Philodendron pirrense Croat – Panama (Darién)
- Philodendron placidum Schott – Francia Guyana
- Philodendron planadense Croat – Kolumbiától Ecuadorig
- Philodendron platypetiolatum Madison – Nicaraguától Ecuadorig
- Philodendron platypodum Gleason – Guyanák, Észak-Brazília
- Philodendron pogonocaule Madison – Dél-Kolumbiától Ecuadorig
- Philodendron polliciforme Croat & D.C.Bay – Kolumbia
- Philodendron popenoei Standl. & Steyerm. – Közép-Amerika
- Philodendron populneum K.Koch ex Schott – trópusi Amerika (?)
- Philodendron prominulinervium Croat – Kolumbia
- Philodendron propinquum Schott – Brazília (Pernambucótól Paranáig)
- Philodendron pseudauriculatum Croat – Panamától Északnyugat-Kolumbiáig
- Philodendron pseudoundulatum Grau – Bolívia (Santa Cruz)
- Philodendron pteropus Mart. ex Engl. – Észak-Brazília, Ecuador, Peru
- Philodendron pterotum K.Koch & Augustin – Közép-Amerika
- Philodendron puhuangii Croat – Kolumbia
- Philodendron pulchellum Engl. – Észak-Brazíliától (Acre) Közép-Peruig
- Philodendron pulchrum G.M.Barroso – Dél-Venezuelától Peruig
- Philodendron purpureoviride Engl. – Costa Ricától Ecuadorig
- Philodendron purulhense Croat – Mexikótól (Chiapas) Hondurasig
- Philodendron pusillum E.G.Gonç. & Bogner – Kolumbia

### Q
- Philodendron quinquelobum K.Krause – Brazília (Acre), valamint Perutól Bolíviáig
- Philodendron quinquenervium Miq. – Trinidadtól a trópusi Dél-Amerikáig
- Philodendron quitense Engl. – Ecuador

### R
- Philodendron radiatum Schott – Mexikótól Észak-Kolumbiáig
- Philodendron rayanum Croat & Grayum – Costa Ricától Északnyugat-Kolumbiáig
- Philodendron recurvifolium Schott – Brazília (Bahia)
- Philodendron remifolium R.E.Schult. – Délkelet-Kolumbiától Dél-Venezueláig
- Philodendron renauxii Reitz – Brazília (Santa Catarina)
- Philodendron reticulatum Grayum – Észak-Peru
- Philodendron rhizomatosum Sakuragui & Mayo – Brazília (Minas Gerais: Serra do Cipó)
- Philodendron rhodoaxis G.S.Bunting – trópusi Közép- és Dél-Amerika
- Philodendron rhodospathiphyllum Croat & D.C.Bay – Kolumbia
- Philodendron ricardoi E.G.Gonç. – Brazília (Espírito Santo)
- Philodendron rigidifolium K.Krause – Délkelet-Nicaraguától Panamáig
- Philodendron rimachii Croat – Peru
- Philodendron riparium Engl. – Ecuador
- Philodendron robustum Schott – trópusi Amerika (?)
- Philodendron rodrigueziae Croat & Grayum – Ecuador
- Philodendron roezlii W.Bull – Kolumbia
- Philodendron rojasianum Standl. & Steyerm. – Mexikótól (Chiapas) Costa Ricáig
- Philodendron romeroi Grayum – Kolumbia
- Philodendron roraimae K.Krause – Dél-Amerika északi részétől Észak-Brazíliáig
- Philodendron roseocataphyllum Croat & M.M.Mora – Kolumbiától Ecuadorig
- Philodendron roseopetiolatum Nadruz & Mayo – Brazília (Rio de Janeiro)
- Philodendron roseospathum Croat – Panamától Kolumbiáig
- Philodendron rothschuhianum (Engl.) Croat & Grayum – Közép-Amerika
- Philodendron rubrocinctum Engl. – Kolumbia
- Philodendron rubromaculatum Croat & D.C.Bay – Kolumbia
- Philodendron rudgeanum Schott – Trinidadtól Észak- és Kelet-Brazíliáig
- Philodendron rugosum Bogner & G.S.Bunting – Ecuador
- Philodendron ruizii Schott – Ecuadortól Bolíviáig
- Philodendron ruthianum Nadruz – Brazília (Espírito Santo)

### S
- Philodendron sagittifolium Liebm. – Mexikótól Venezueláig
- Philodendron samayense G.S.Bunting – Venezuela (Bolívar)
- Philodendron santodominguense G.S.Bunting – Északnyugat-Venezuela
- Philodendron saxicola K.Krause – Brazília (Bahia)
- Philodendron scalarinerve Croat & Grayum – Costa Ricától Ecuadorig
- Philodendron scherberichii Croat & M.M.Mora – Kolumbia
- Philodendron schottianum H.Wendl. ex Schott – Costa Ricától Panamáig
- Philodendron schottii K.Koch – Jamaica, valamint Mexikótól Ecuadorig
- Philodendron scitulum G.S.Bunting – Venezuela (Amazonas)
- Philodendron scottmorianum Croat & Moonen – Francia Guyana
- Philodendron seguine Schott – Mexikótól Guatemaláig
- Philodendron senatocarpium Madison – Kolumbiától Ecuadorig
- Philodendron serpens Hook.f. – Kolumbiától Ecuadorig
- Philodendron silverstonei Croat – Kolumbia
- Philodendron simmondsii Mayo – Trinidad
- Philodendron simonianum Sakur. – Brazília (São Paulo: Pouso Alto)
- Philodendron simsii (Hook.) Sweet ex Kunth – Guyana, Francia Guyana, Észak-Brazília
- Philodendron simulans G.S.Bunting – Venezuela (Amazonas)
- Philodendron smithii Engl. – Dél-Mexikótól Közép-Amerikáig
- Philodendron solimoesense A.C.Sm. – trópusi Dél-Amerika
- Philodendron sonderianum Schott – Brazília (S. Minas Gerais)
- Philodendron sousae Croat – Mexikó (Chiapas)
- Philodendron sparreorum Croat – Kolumbiától Ecuadorig
- Philodendron speciosum Schott ex Endl. – Bolíviától Brazíliáig
- Philodendron sphalerum Schott – Guyanáktól Észak-Brazíliáig
- Philodendron spiritus-sancti G.S.Bunting – Brazília (Espírito Santo)
- Philodendron splitgerberi Schott – Guyanák, Észak-Brazília
- Philodendron spruceanum G.S.Bunting – Dél-Venezuela
- Philodendron squamicaule Croat & Grayum – Délkelet-Nicaraguától Ecuadorig
- Philodendron squamiferum Poepp. – Guyanák, Észak-Brazília
- Philodendron squamipetiolatum Croat – Panamától Ecuadorig
- Philodendron standleyi Grayum – Mexikótól Közép-Amerikáig
- Philodendron stenolobum E.G.Gonç. – Brazília (Espírito Santo)
- Philodendron stenophyllum K.Krause – Peru
- Philodendron steyermarkii G.S.Bunting – trópusi Dél-Amerika
- Philodendron straminicaule Croat – Costa Ricától Kolumbiáig
- Philodendron striatum Croat & D.C.Bay – Kolumbia
- Philodendron strictum G.S.Bunting – Costa Ricától Északnyugat-Venezueláig és Ecuadorig
- Philodendron suberosum Croat & D.C.Bay – Kolumbia
- Philodendron subhastatum K.Krause – Kolumbiától Ecuadorig
- Philodendron subincisum Schott – Mexikó (Észak-Veracruz)
- Philodendron sucrense G.S.Bunting – Venezuela (Sucre)
- Philodendron sulcatum K.Krause – Nicaraguától Ecuadorig
- Philodendron sulcicaule Croat – Délkelet-Costa Ricától Panamáig
- Philodendron surinamense (Miq.) Engl. – trópusi Dél-Amerika
- Philodendron swartiae Croat – Észak-Peru

### T
- Philodendron tachirense G.S.Bunting – Venezuela (Táchira)
- Philodendron tarmense Engl. – Peru
- Philodendron tatei K.Krause – Dél-Amerika északi részétől Észak-Brazíliáig
- Philodendron tenue K.Koch & Augustin – Közép-Amerikától Venezueláig és Ecuadorig
- Philodendron tenuipes Engl. – Ecuador
- Philodendron tenuispadix E.G.Gonç. – Brazília (Espírito Santo)
- Philodendron teretipes Sprague – Kolumbia
- Philodendron thalassicum Croat & Grayum – Közép-Costa Ricától Nyugat-Panamáig
- Philodendron thaliifolium Schott – Venezuela
- Philodendron tortum M.L.Soares & Mayo – Brazília (Amazonas)
- Philodendron toshibae M.L.Soares & Mayo – Brazília (Amazonas)
- Philodendron traunii Engl. – Észak-Brazília
- Philodendron triangulare G.S.Bunting – Venezuela (Trujillo)
- Philodendron tricostatum Croat & D.C.Bay – Kolumbia
- Philodendron tripartitum (Jacq.) Schott – Mexikótól trópusi Amerikáig
- Philodendron triplum G.S.Bunting – Venezuela (Bolívar)
- Philodendron trojitense Croat & D.C.Bay – Kolumbia
- Philodendron trujilloi G.S.Bunting – Venezuela
- Philodendron tuerckheimii Grayum – Dél-Mexikótól Venezueláig és Ecuadorig
- Philodendron tweedieanum Schott – Brazília (Mato Grosso do Sul), Paraguay, Északkelet-Argentína
- Philodendron tysonii Croat – Panama

### U
- Philodendron ubigantupense Croat – Panama (San Blas)
- Philodendron uleanum Engl. – trópusi Dél-Amerika
- Philodendron uliginosum Mayo – Brazília
- Philodendron undulatum Engl. – Brazíliától Argentínáig (Entre Ríos)
- Philodendron urraoense Croat – Kolumbia
- Philodendron ushanum Croat & Moonen – Francia Guyana
- Philodendron utleyanum Croat – Panama (Colón)

### V
- Philodendron validinervium Engl. – Ecuador
- Philodendron vargealtense Sakuragui – Brazília (Espírito Santo)
- Philodendron variifolium Schott – Peru
- Philodendron venezuelense G.S.Bunting – Dél-Venezuelától Észak-Brazíliáig
- Philodendron venosum (Willd. ex Schult. & Schult.f.) Croat – Trinidad-Tobagótól Venezueláig
- Philodendron ventricosum Madison – Ecuador
- Philodendron venulosum Croat & D.C.Bay – Kolumbia
- Philodendron venustifoliatum E.G.Gonç. & Mayo – Nyugat-Közép-Brazília
- Philodendron venustum G.S.Bunting – Dél-Venezuelától Peruig
- Philodendron verapazense Croat – Mexikó (Chiapas), Guatemala
- Philodendron verrucapetiolum Croat – Kolumbiától Ecuadorig
- Philodendron verrucosum L.Mathieu ex Schott – Costa Ricától Peruig
- Philodendron victoriae G.S.Bunting – Venezuela
- Philodendron vinaceum G.S.Bunting – Venezuela (Bolívar)
- Philodendron viride Engl. – Kolumbia

### W
- Philodendron wadedavisii Croat – Kolumbiától Brazíliáig (Amazonas)
- Philodendron wallisii Regel ex Engl. – Kolumbia
- Philodendron warszewiczii K.Koch & C.D.Bouché – Dél-Mexikótól Közép-Amerikáig
- Philodendron weberbaueri Engl. – Peru
- Philodendron wendlandii Schott – Délkelet-Nicaraguától Panamáig
- Philodendron werkhoveniae Croat – Suriname
- Philodendron wilburii Croat & Grayum – Costa Ricától Panamáig
- Philodendron williamsii Hook.f. – Brazília (Bahia)
- Philodendron wittianum Engl. – trópusi Dél-Amerika
- Philodendron woronowii K.Krause – Kolumbia (Antioquia)
- Philodendron wullschlaegelii Schott – Nyugat-Közép-Brazília (egészen Tocantins-ig)
- Philodendron wurdackii G.S.Bunting – trópusi Dél-Amerika

### X
- Philodendron xanadu Croat, Mayo & J.Boos – Dél-Brazíliáig Paraguayig

### Y
- Philodendron yavitense G.S.Bunting – Venezuela (Amazonas)
- Philodendron yutajense G.S.Bunting – Venezuela (Amazonas)

### Z
- Philodendron zhuanum Croat – Panama (Coclé)

## Képek

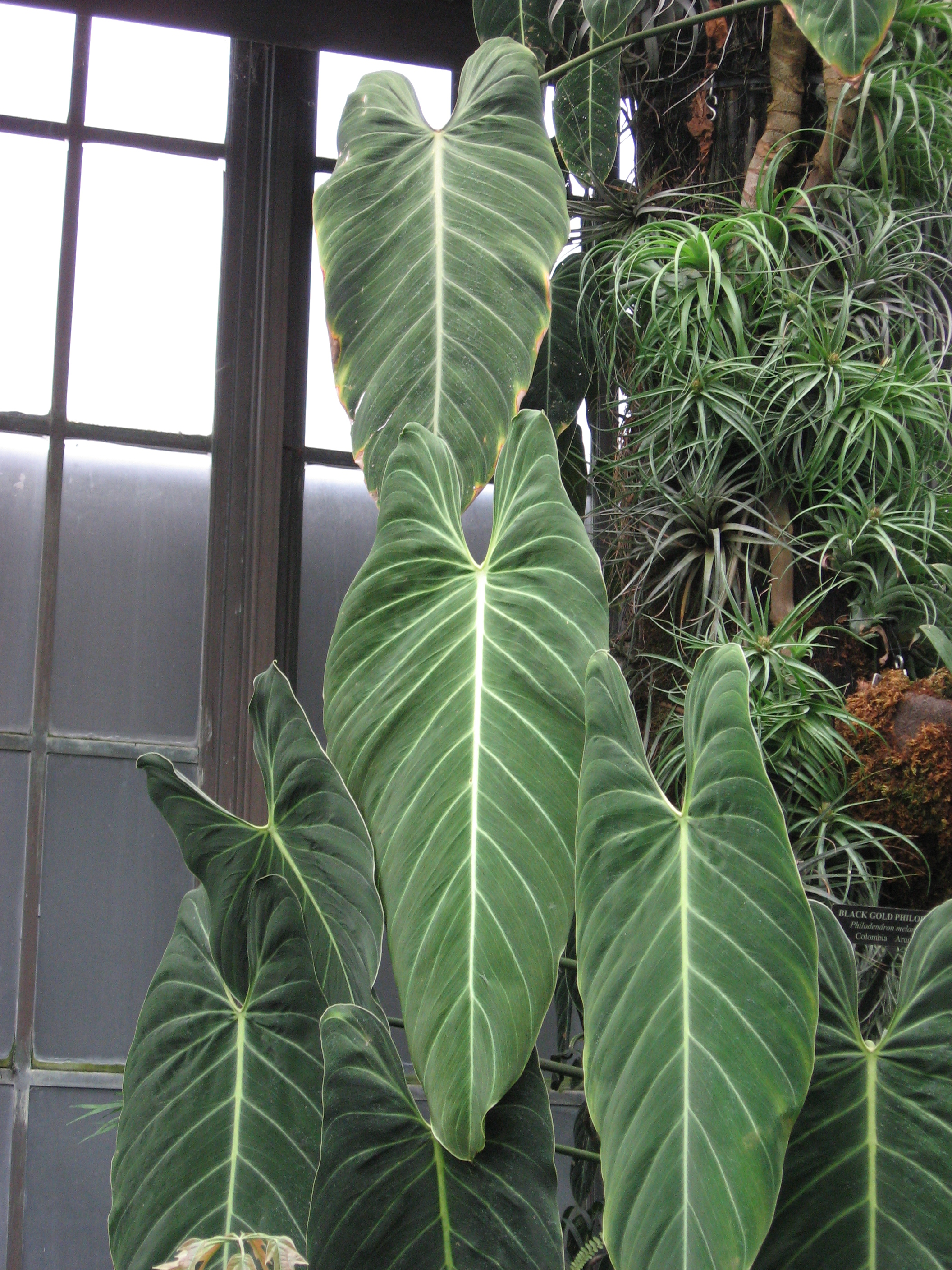
Philodendron melanochrysum
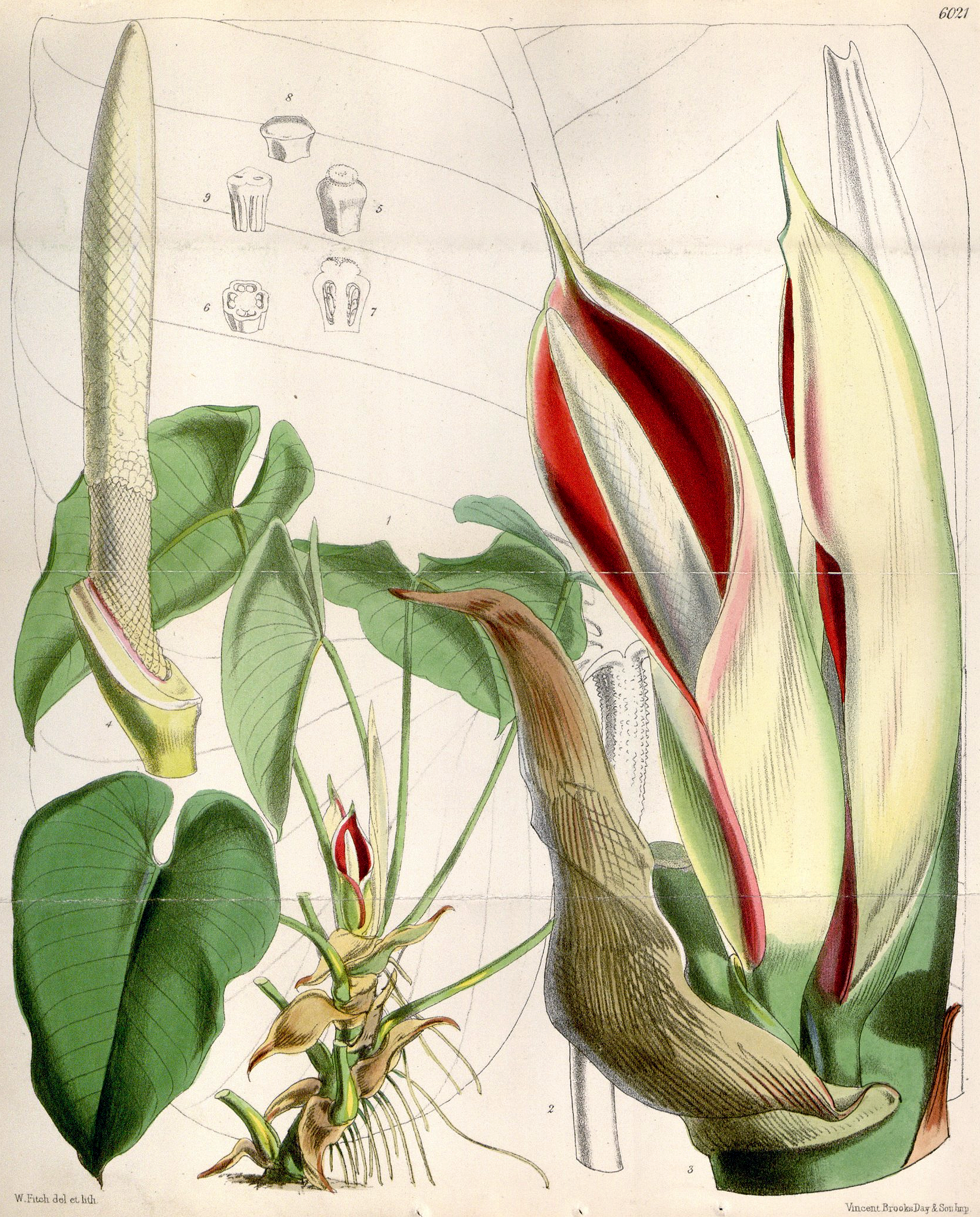
Philodendron ornatum
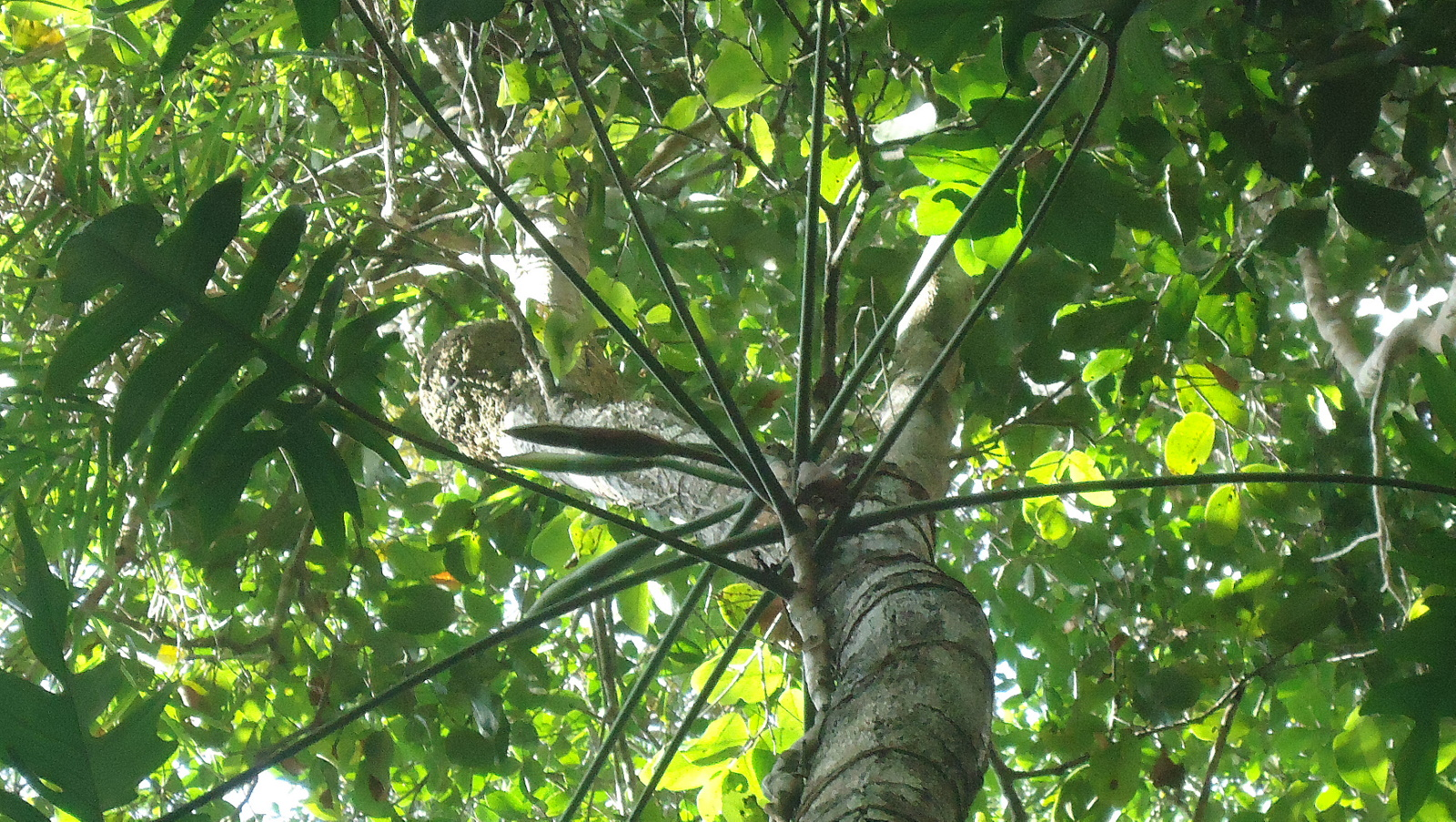
Philodendron pedatum
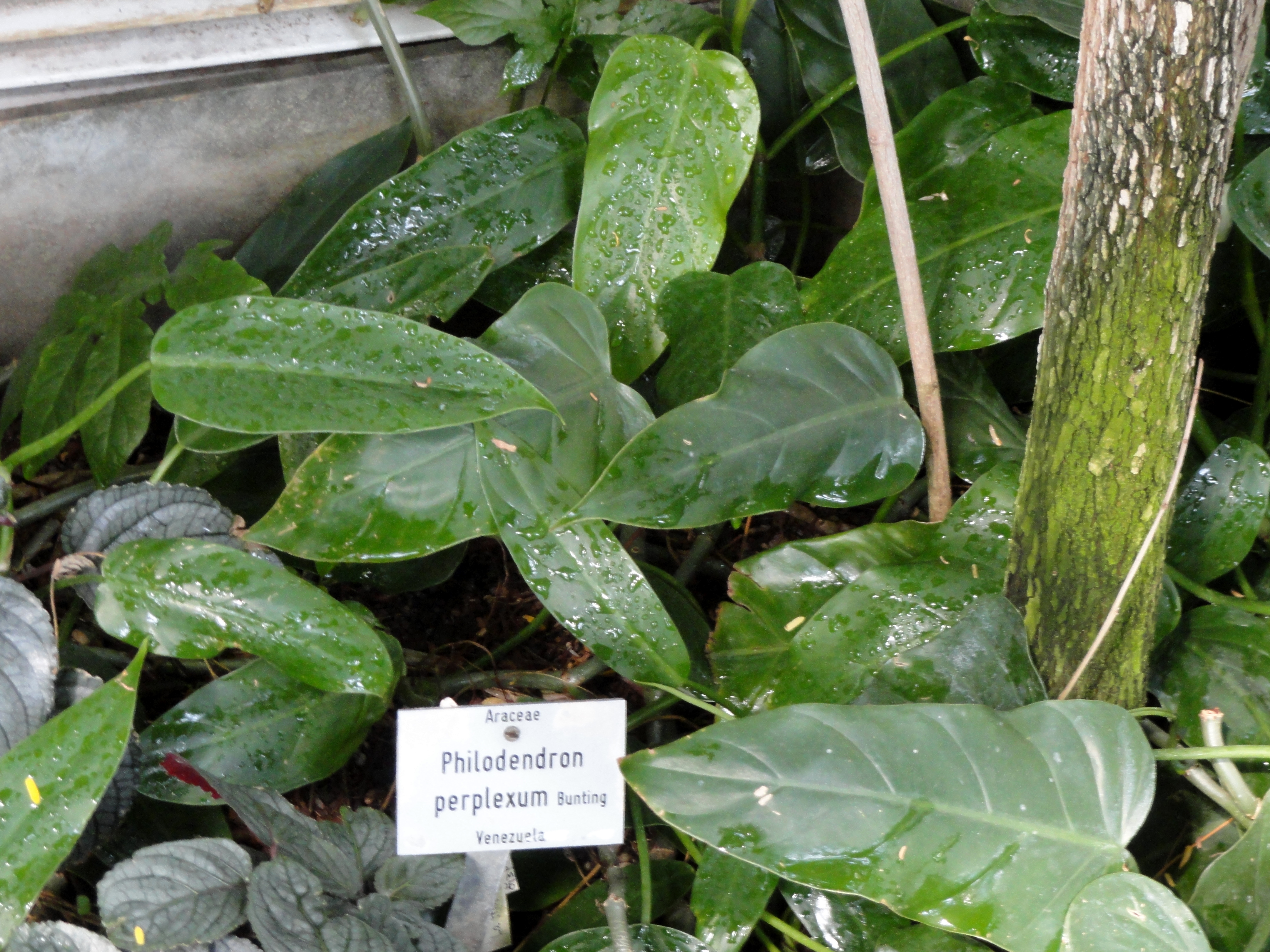
Philodendron perplexum
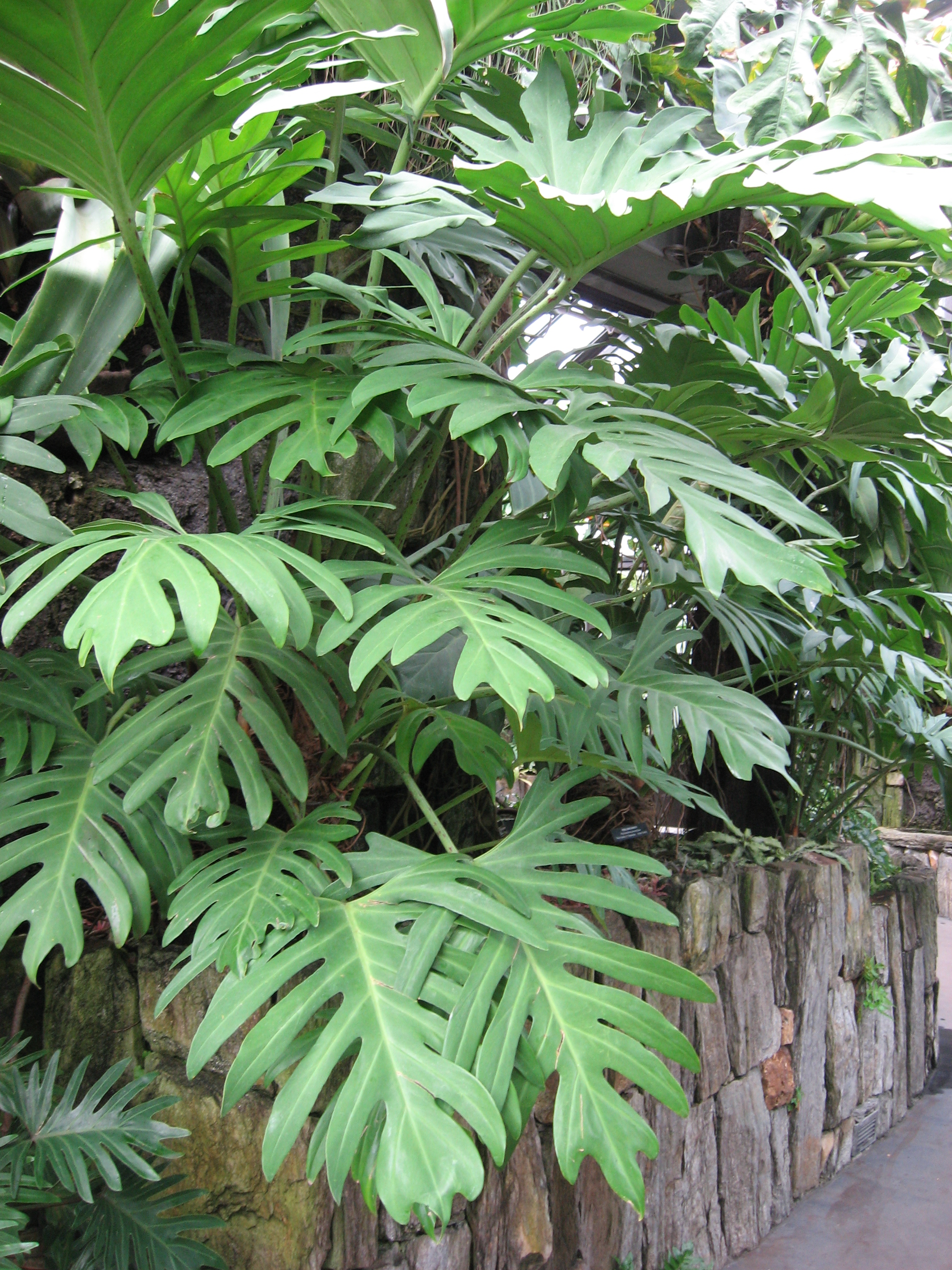
Philodendron pinnatifidum
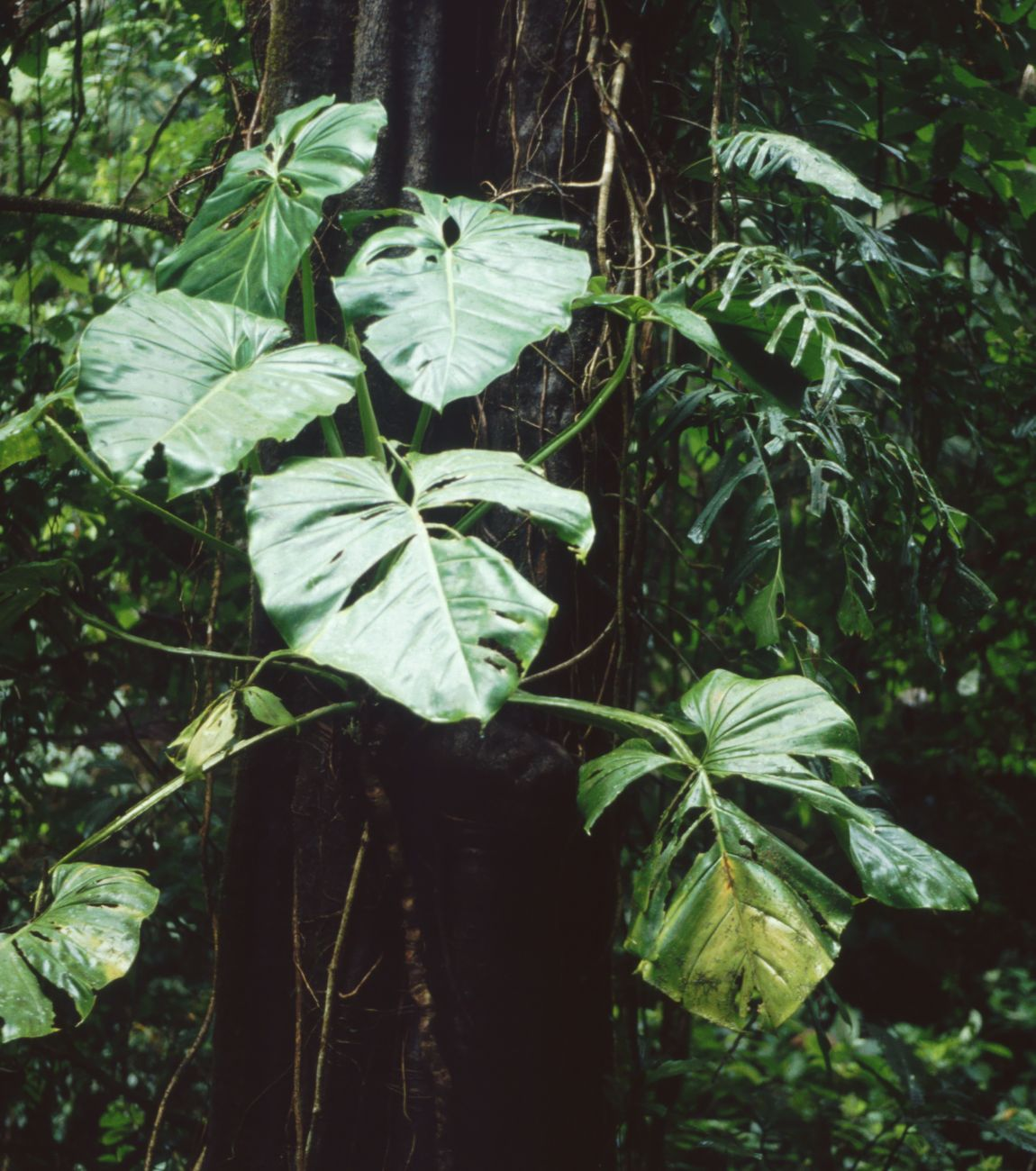
Philodendron pterotum
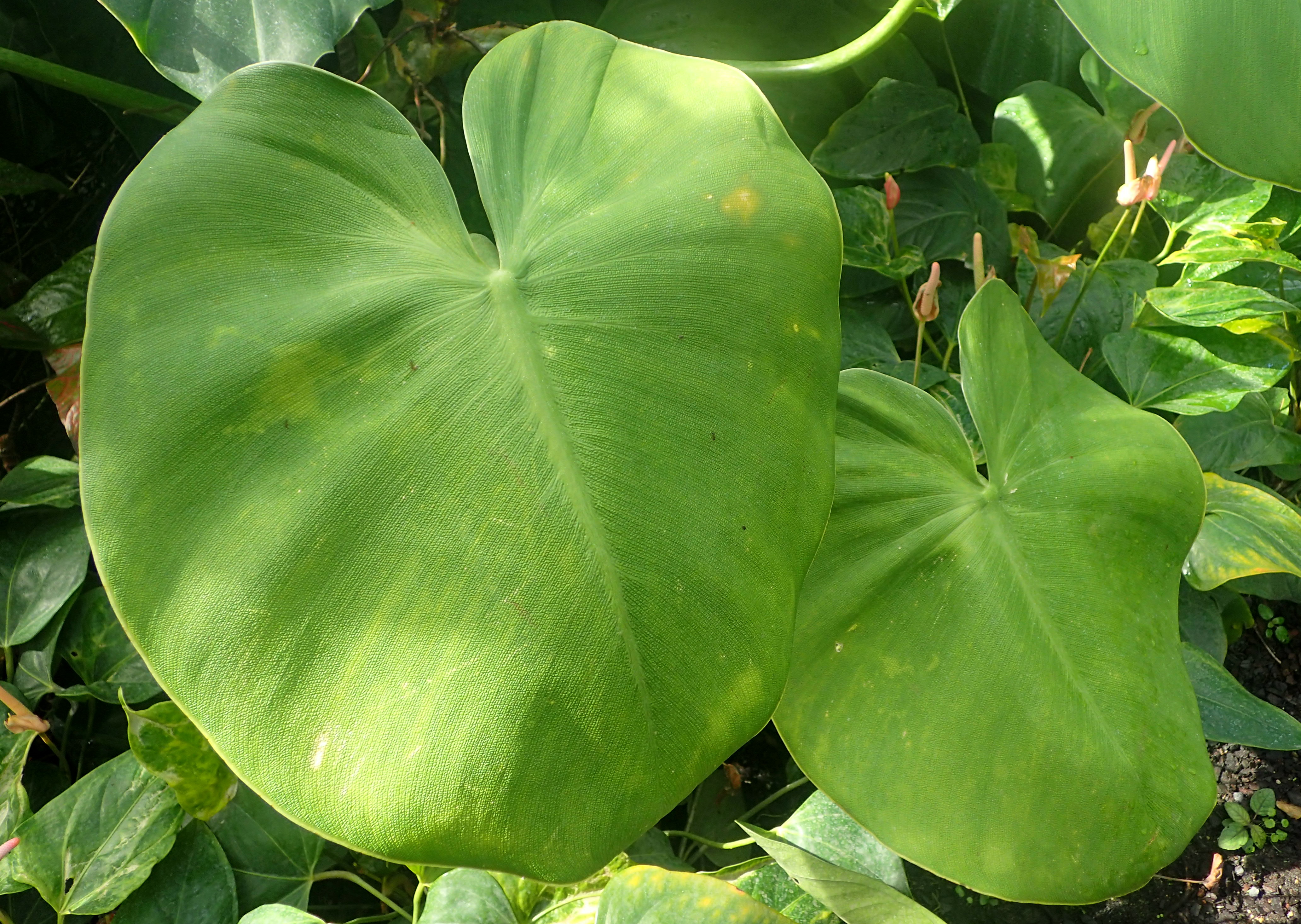
Philodendron rugosum
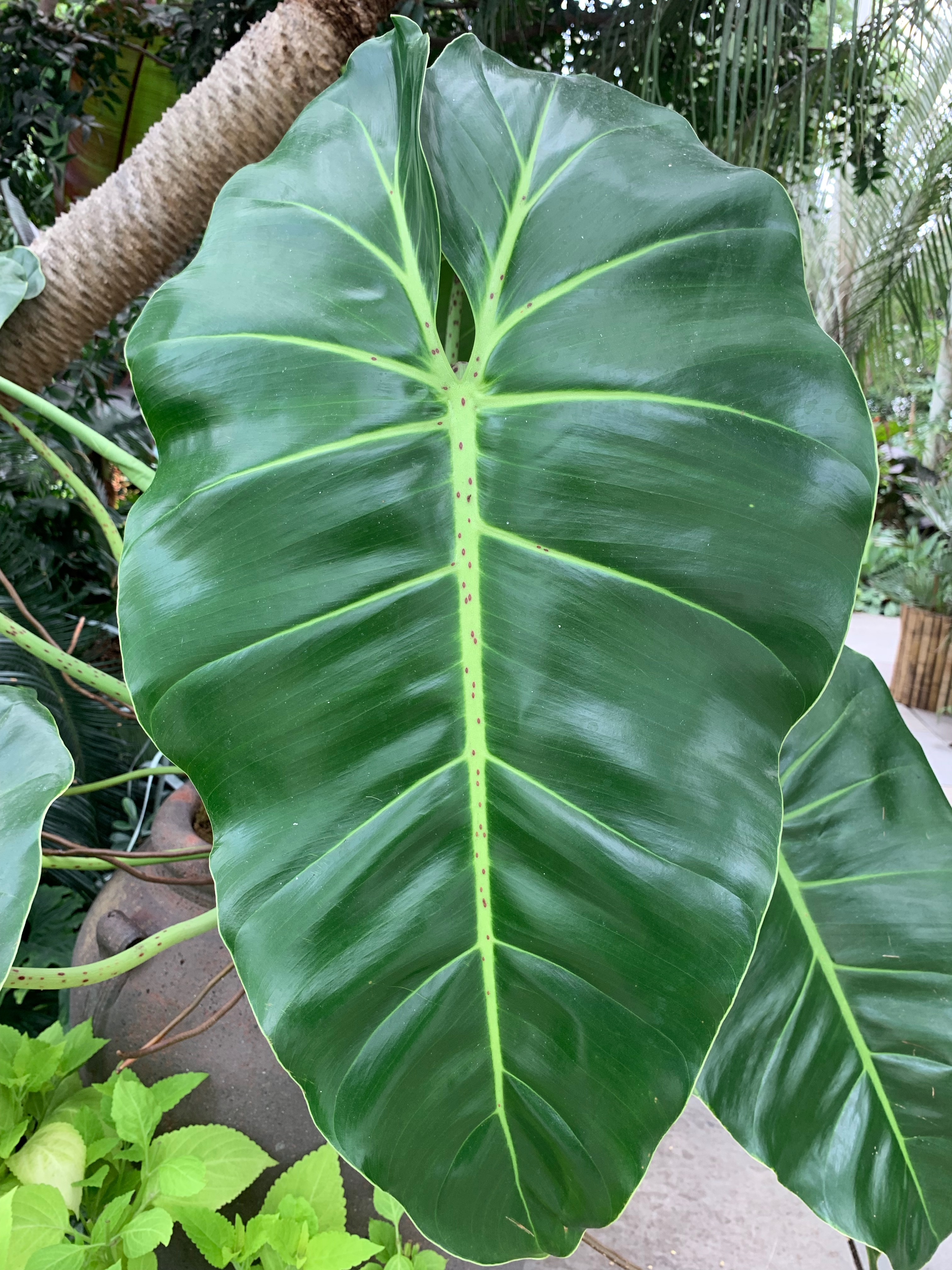
Philodendron sagittifolium
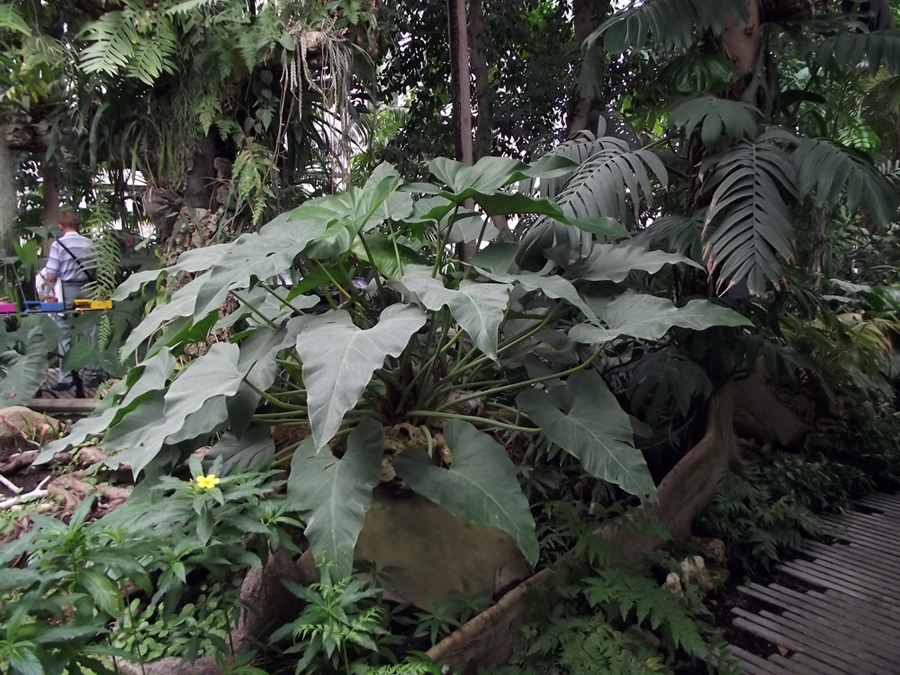
Philodendron simsii
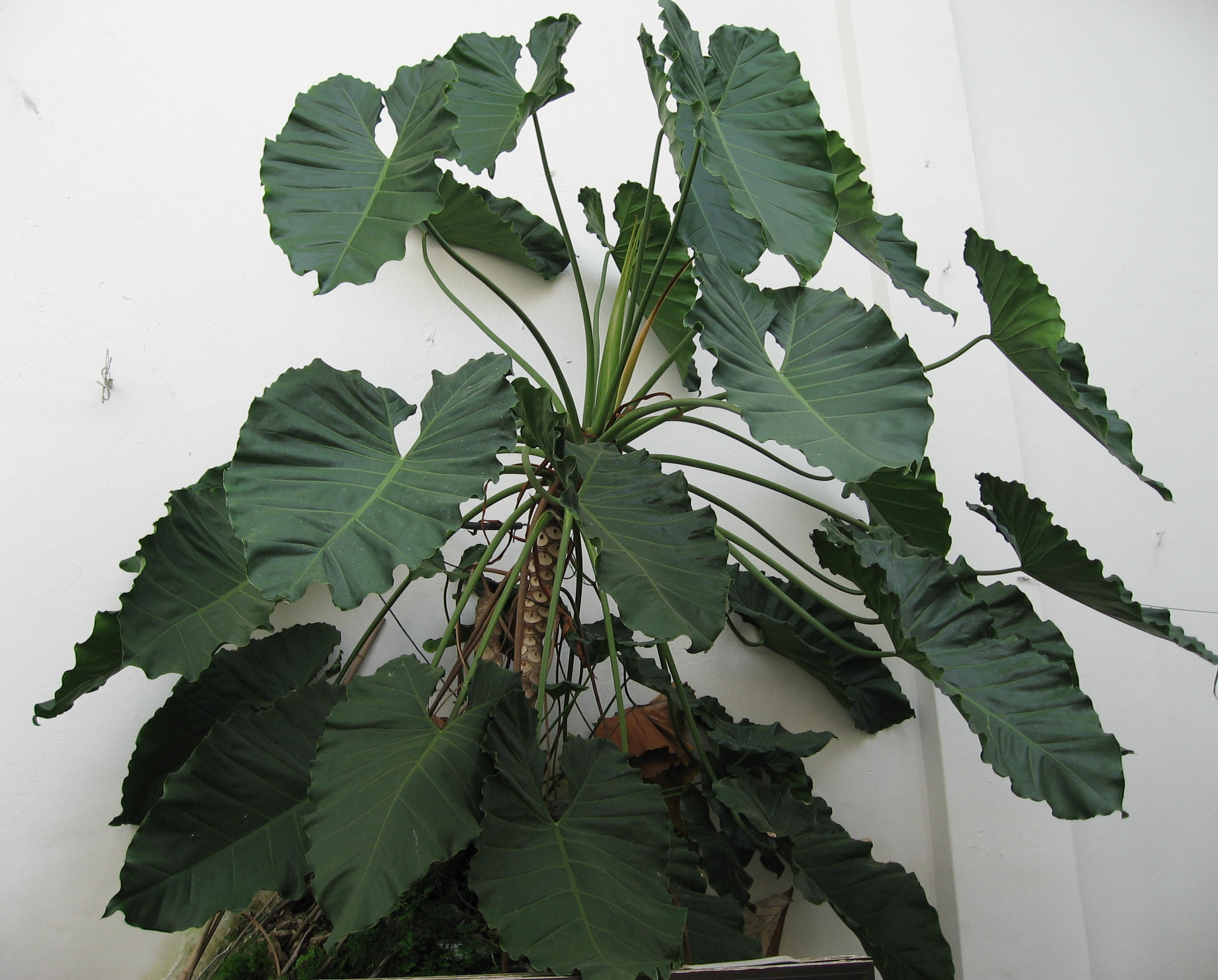
Philodendron speciosum
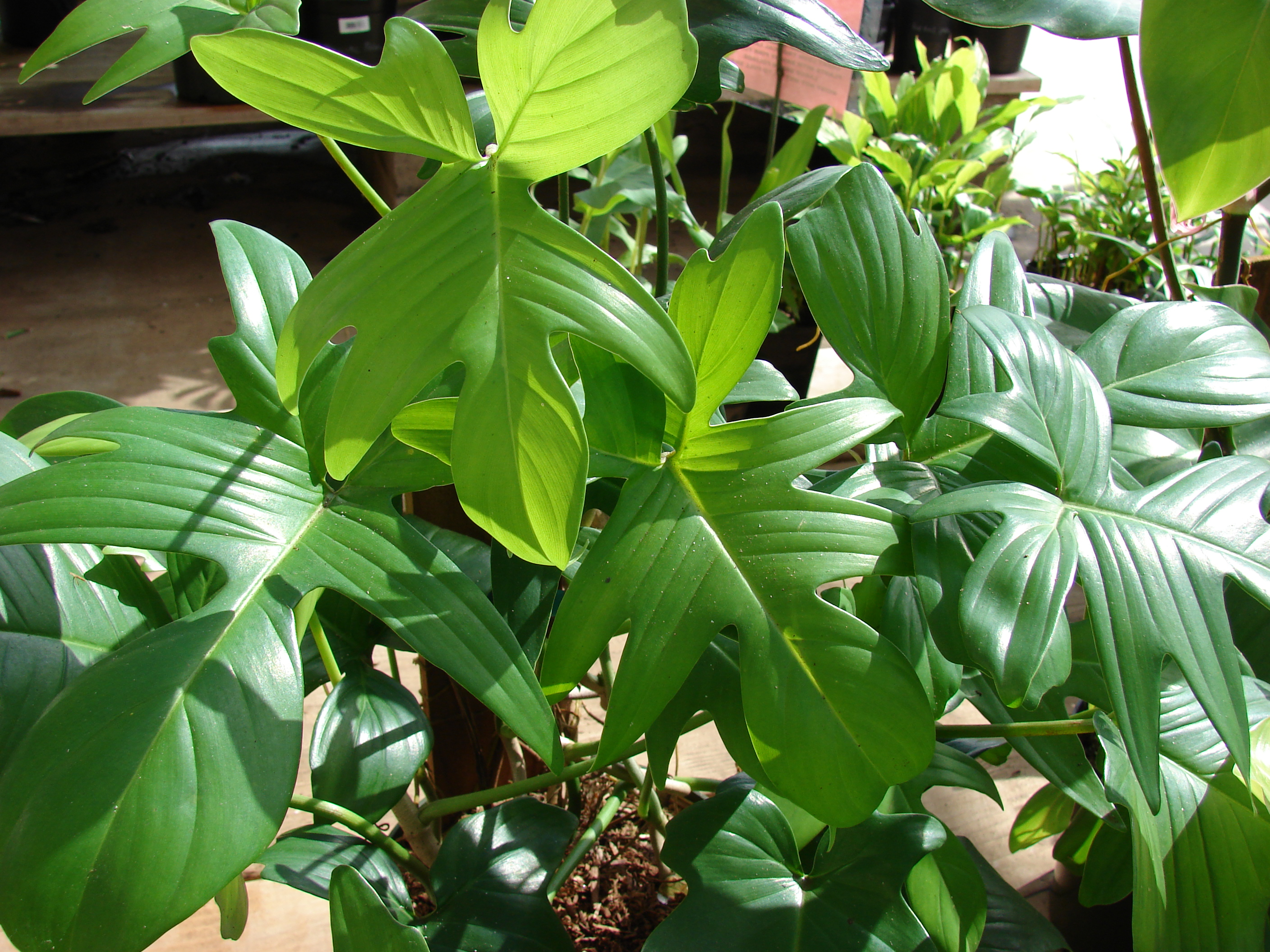
Philodendron squamiferum
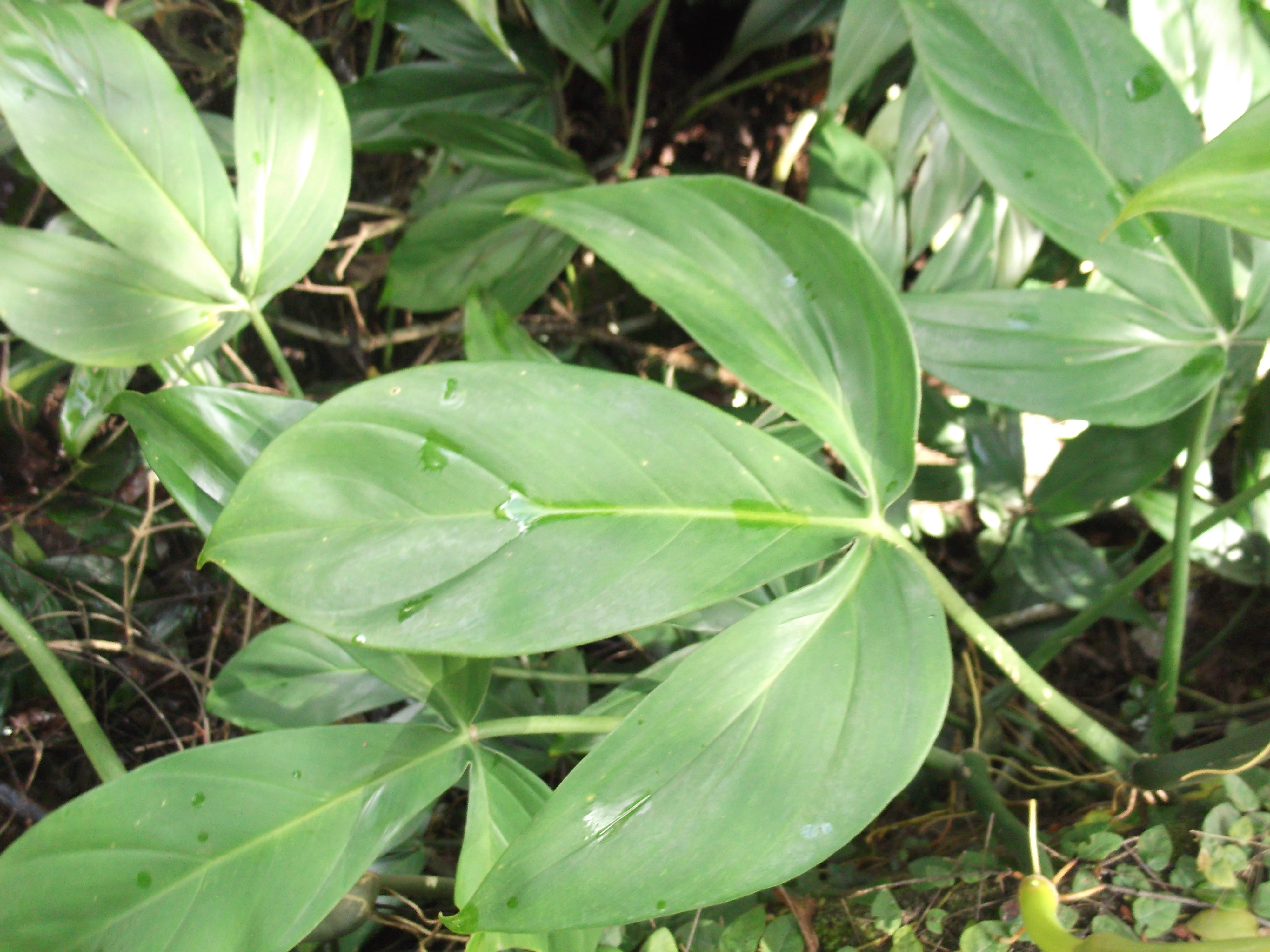
Philodendron tripartitum
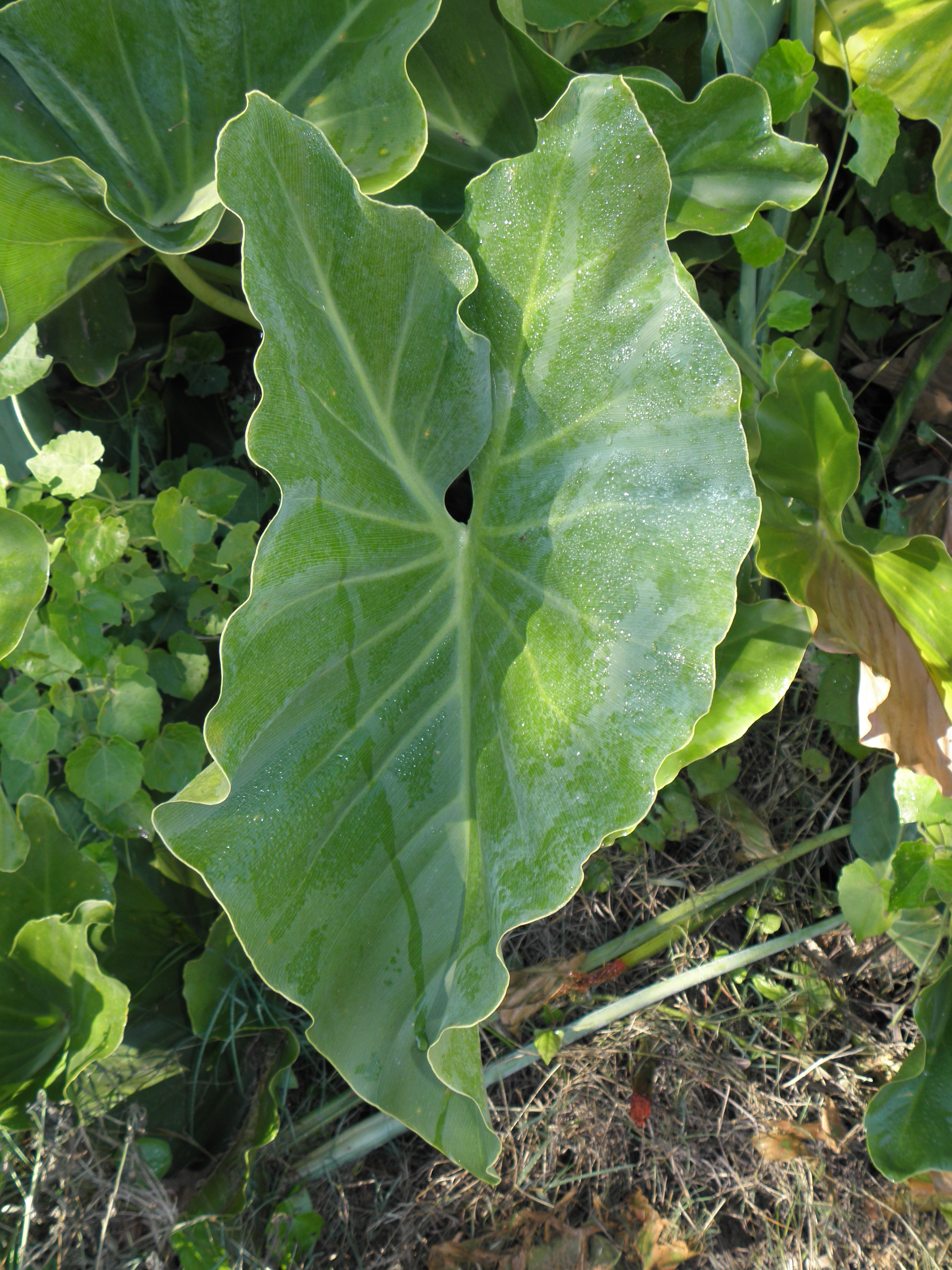
Philodendron tweedieanum
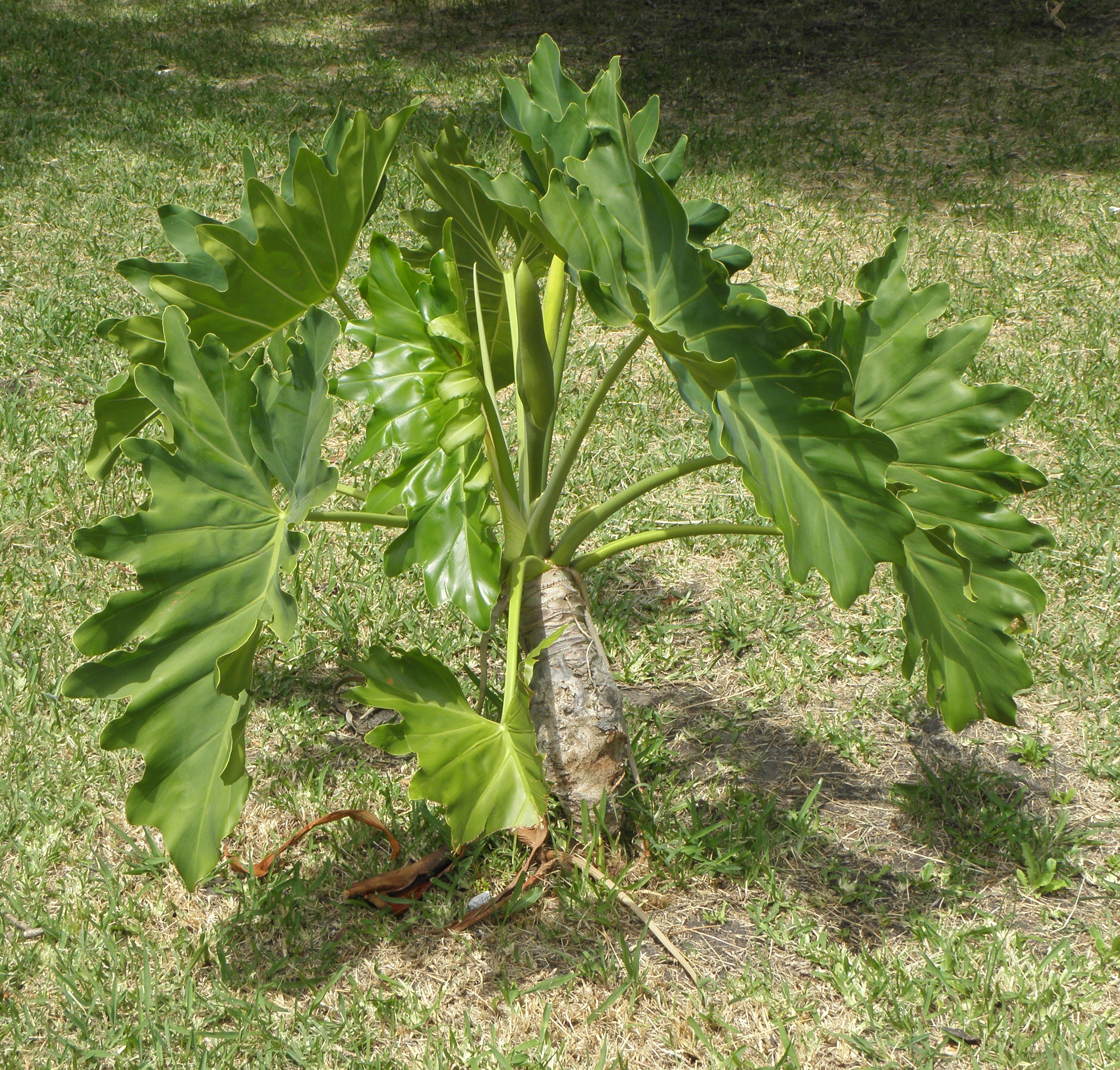
Philodendron undulatum
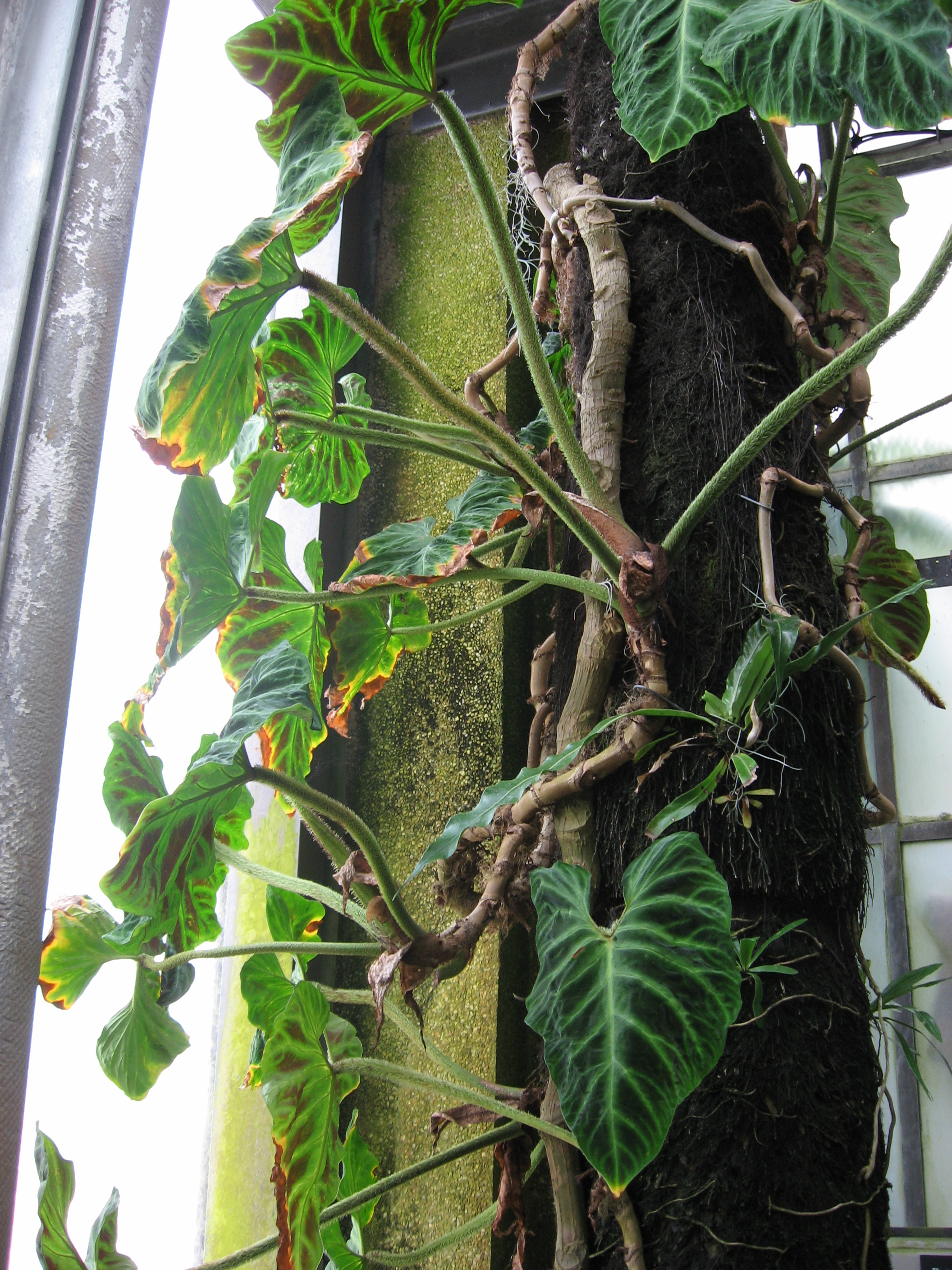
Philodendron verrucosum
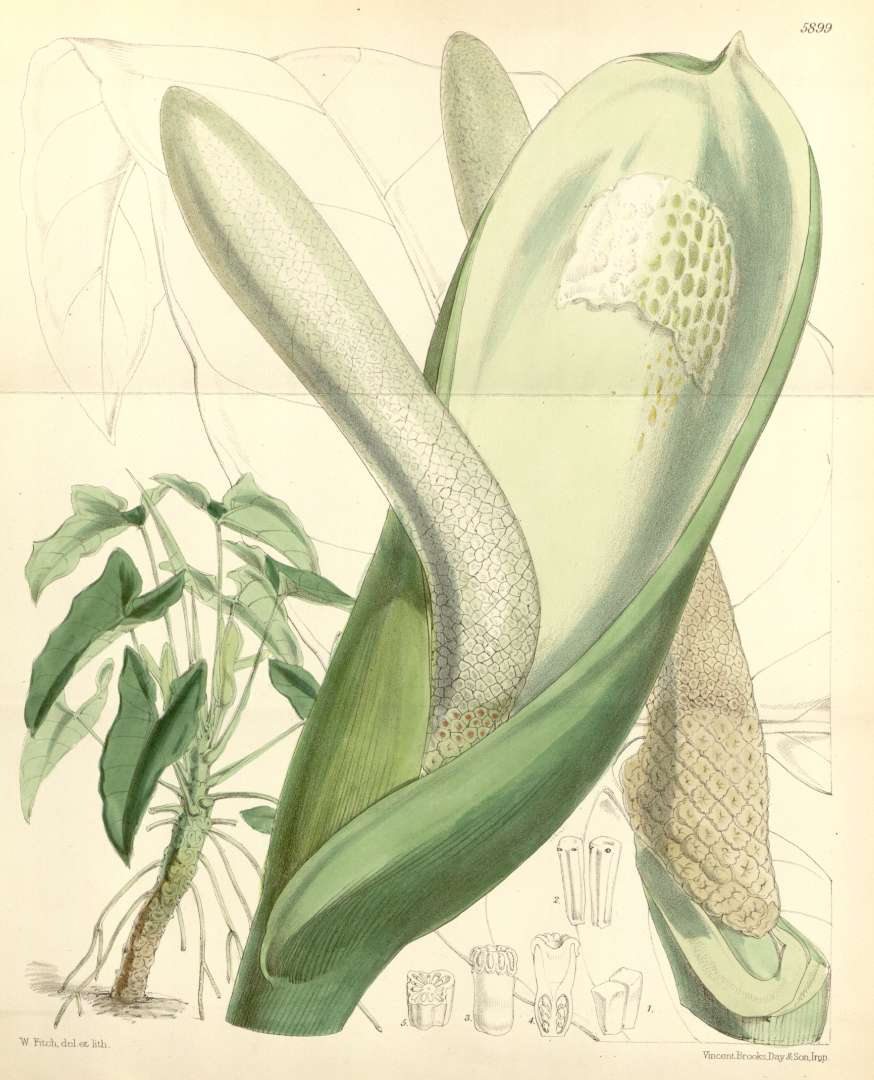
Philodendron williamsii
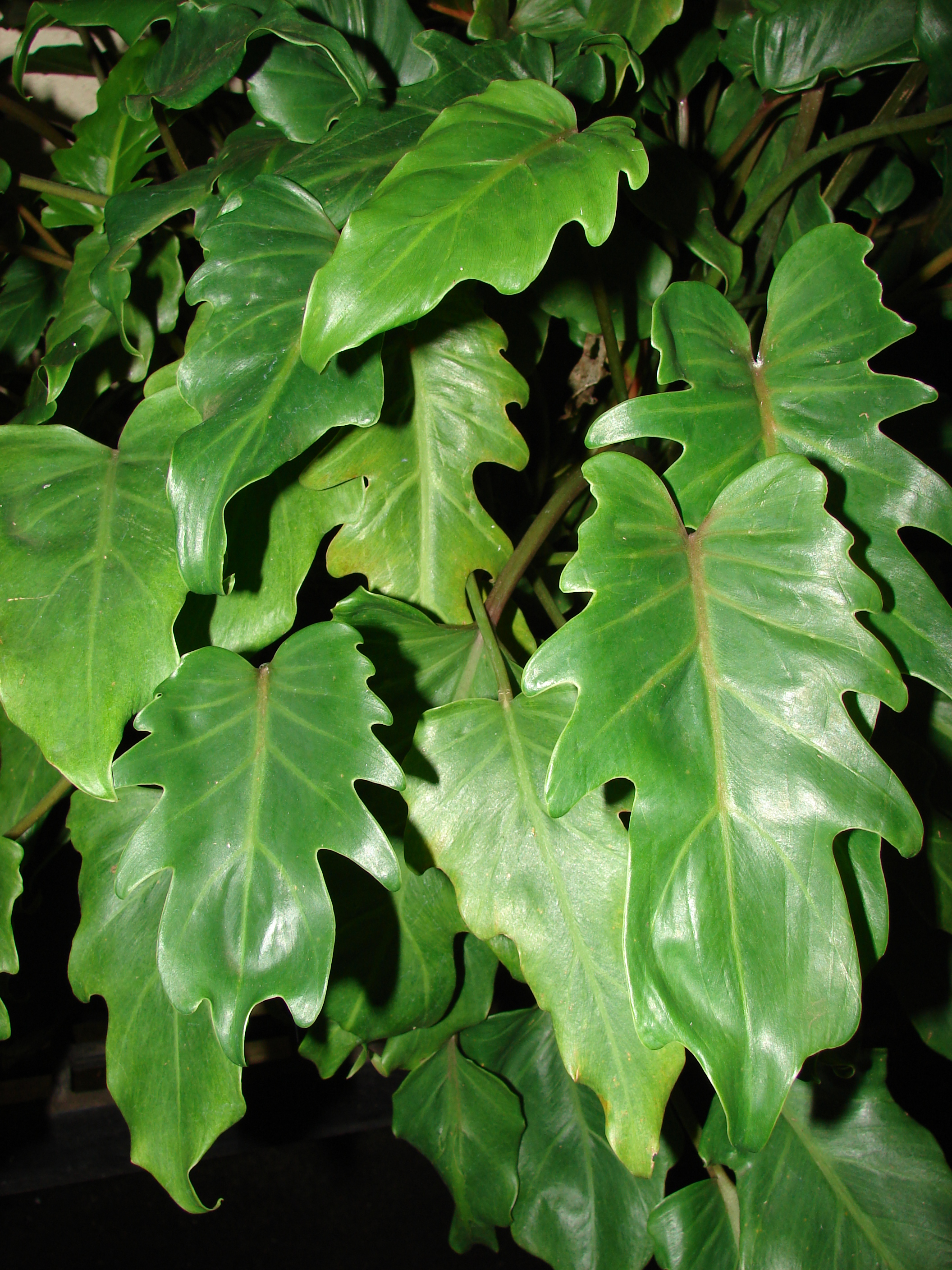
Philodendron xanadu

## Fordítás
- Ez a szócikk részben vagy egészben  a   Philodendron című angol Wikipédia-szócikk ezen változatának fordításán alapul.  Az eredeti cikk szerkesztőit annak laptörténete sorolja fel. Ez a jelzés csupán a megfogalmazás eredetét és a szerzői jogokat jelzi, nem szolgál a cikkben szereplő információk forrásmegjelöléseként.
- Ez a szócikk részben vagy egészben  a   List of Philodendron species című angol Wikipédia-szócikk ezen változatának fordításán alapul.  Az eredeti cikk szerkesztőit annak laptörténete sorolja fel. Ez a jelzés csupán a megfogalmazás eredetét és a szerzői jogokat jelzi, nem szolgál a cikkben szereplő információk forrásmegjelöléseként.